# Wissenschaftliches Werk Leonhard Eulers
Das wissenschaftliche Werk von Leonhard Euler ist das umfangreichste von einem Mathematiker jemals geschaffene. Es umfasst unter anderem grundlegende Resultate in den Bereichen Infinitesimalrechnung, Analysis, Mechanik, Astronomie, Geodäsie, Zahlentheorie, Algebra, Trigonometrie, Geometrie, Musiktheorie und Optik.
Zu Eulers berühmtesten Resultaten zählen die Lösung des Basler Problems, der Polyedersatz und die Eulersche Identität, wobei letztere eine enge Verbindung zwischen zahlreichen fundamentalen mathematischen Konstanten zieht. Für diese und andere Ergebnisse erhielt Euler auch posthum viele Ehrungen.

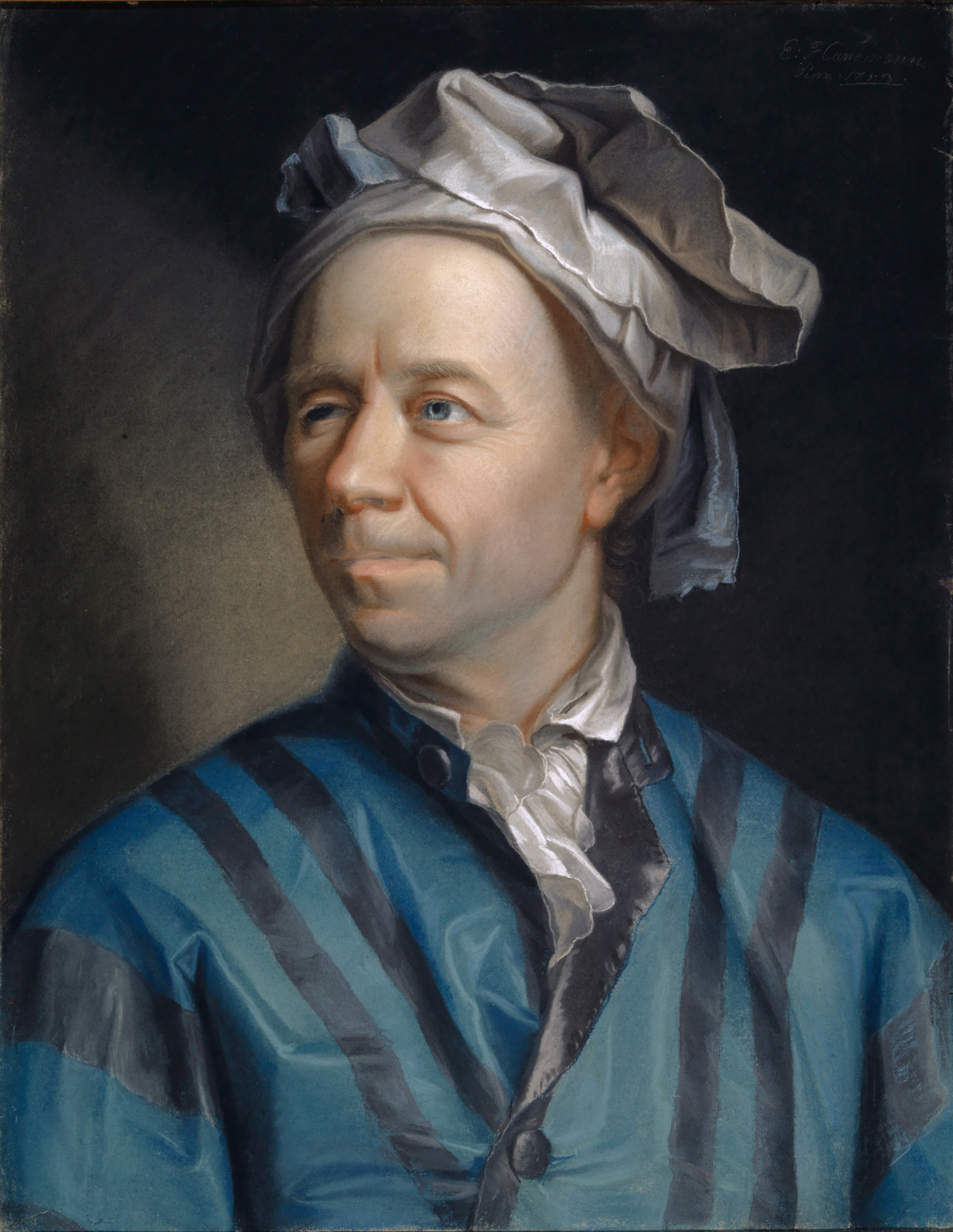
Porträt Leonhard Eulers (Jakob Emanuel Handmann 1753)

Eulers Forschung war sehr vielseitig. Er arbeitete in fast allen Bereichen der Mathematik und gilt als einer der produktivsten Mathematiker der Geschichte. Seine gesammelten Schriften der Opera omnia umfassen bisher 76 Bände. Insgesamt gibt es 866 Publikationen von ihm. Eulers Name ist mit einer großen Anzahl von Resultaten und wissenschaftlichen Themenbereichen verbunden.
Nach Leonhard Euler sind gleich zwei mathematische Konstanten benannt: die Eulersche Zahl {\displaystyle \mathrm {e} \approx 2{,}71828} aus der Analysis (siehe Exponentialfunktion) und die Euler-Mascheroni-Konstante γ (Gamma) aus der Zahlentheorie, die manchmal nur als Eulersche Konstante bezeichnet wird und ungefähr gleich 0,57721 ist. Es ist nicht bekannt, ob γ rational oder irrational ist. Im Gegensatz dazu ist die Irrationalität der Zahl e bekannt und wurde zuerst von Euler gezeigt (siehe auch: Beweis der Irrationalität der eulerschen Zahl).
Eine breitere Leserschaft erlangte zudem seine populärwissenschaftliche Schrift Lettres à une princesse d’Allemagne von 1768, in der er in Form von Briefen an die Prinzessin Friederike Charlotte von Brandenburg-Schwedt, eine Nichte 2. Grades Friedrichs II., die Grundzüge der Physik, der Astronomie, der Mathematik, der Philosophie und der Theologie vermittelte.
Leonhard Eulers Werk beeinflusste viele Generationen an Mathematikern nachhaltig. So sagte Carl Friedrich Gauß: „Das Studium der Werke Eulers bleibt die beste Schule in den verschiedenen Gebieten der Mathematik und kann durch nichts anderes ersetzt werden“. Wegen der großen Zahl an Publikationen und Korrespondenzen zu anderen Mathematikern und Persönlichkeiten, ziehen sich Bestrebungen, ein Eulersches Gesamtwerk herauszugeben, bis in die heutige Zeit hinein. Durch die Herausgabe der Opera Omnia über die Euler-Kommission gilt dieses Unterfangen jedoch als weitestgehend umgesetzt.

## Mathematische Notationen
Euler führte in seinen zahlreichen Lehrbüchern mehrere Notationskonventionen ein. Durch die weite Verbreitung der Bücher setzten sich viele seiner Notationen nachhaltig durch. Er führte das Konzept der mathematischen Funktion ein und schrieb als erster f(x), um die Funktion f zu bezeichnen, die auf das Argument x angewandt wird. Der „formale“ von Euler verwendete Funktionsbegriff war ein wichtiger Meilenstein in Richtung der heutigen Definition:

„Sind nun Größen auf die Art voneinander abhängig, daß keine davon eine Veränderung erfahren kann, ohne zugleich eine Veränderung in der anderen zu bewirken, so nennt man diejenige, deren Veränderung man als die Wirkung von der Veränderung der anderen betrachtet, eine Funktion von dieser, eine Benennung, die sich so weit erstreckt, daß sie alle Arten, wie eine Größe durch eine andere bestimmt werden kann, unter sich begreift.“

Von ihm stammen auch die bis heute gebräuchlichen Notationen für die trigonometrischen Funktionen, der Buchstabe e für die Basis des natürlichen Logarithmus, der griechische Buchstabe Σ (Sigma) für Summen und der Buchstabe i zur Bezeichnung der imaginären Einheit; das Zeichen Δ (Delta) für die Differenz stammt ebenfalls von Euler. Die Verwendung des griechischen Buchstabens π zur Bezeichnung des Verhältnisses von Kreisumfang und -durchmesser (Kreiszahl) wurde ebenfalls von Euler popularisiert, obwohl sie ursprünglich auf den walisischen Mathematiker William Jones zurückgeht.

## Analysis und Funktionentheorie

### Elementare Analysis
Euler kann als einer der Begründer der Analysis angesehen werden. Der Mathematikhistoriker Thomas Sonar beschreibt in seinem Buch 3000 Jahre Analysis (2011) Leonhard Euler als einen „echten Giganten für die Analysis“. Eulers Bedeutung für dieses Feld wird nicht nur über die Einführung eines rigorosen Funktionsbegriffs hervorgehoben. So sei er „ungeschlagener Meister“ im Umgang mit Potenzreihen, die er als „unendliches Polynom verstanden“ zu seinem ständigen „Arbeitspferd“ machte.
Euler leistete Pionierarbeit bei der Verwendung analytischer Methoden zur Lösung von Problemen der Zahlentheorie. Damit vereinte er zwei ungleiche Zweige der Mathematik und führte ein neues Studiengebiet ein, die analytische Zahlentheorie.

#### Infinitesimalrechnung

Animation zur Taylorreihenentwicklung der Exponentialfunktion an der Stelle x=0. Die Gültigkeit dieser Reihe wurde von Euler bewiesen.

Wegen anhaltender Forschung war die Infinitesimalrechnung im 18. Jahrhundert auf dem Vormarsch. Insbesondere Eulers Freunde, die Bernoullis, waren für einen Großteil der frühen Fortschritte auf diesem Gebiet verantwortlich. Dank ihres Einflusses wurde das Studium der Infinitesimalrechnung zum Hauptschwerpunkt von Eulers Arbeit. In seinem Werk Institutiones calculi differentialis (1755) beschäftigte er sich systematisch mit der Differentialrechnung. Euler wählte die Interpretation: „Kleiner als jede angebbare Größe“ für infinitesimale Größen. In den Institutiones calculi differentialis aus dem Jahr 1755 definiert Euler:

„Es gibt keinen Zweifel, dass jede Größe so lange vermindert werden kann, bis sie verschwindet und zu Nichts wird. Aber eine unendlich kleine Größe ist nichts anderes als eine verschwindende Größe und damit ist sie wirklich 0.“

Euler betrachtet also das Rechnen mit unendlich kleinen Größen als „Nullenrechnung“. Für diese führte er eine „unendlich kleine“ Größe {\displaystyle \omega } und eine „unendlich große“
Größe {\displaystyle i} (nicht zu verwechseln mit der imaginären Einheit) ein – und nutzte diese für Herleitungen korrekter Aussagen. So nutzte Euler mit {\displaystyle x=\omega \cdot i} den für „eine zunächst beliebige Zahl {\displaystyle k} gültigen Ansatz“
{\displaystyle a^{x}=\left(1+{\frac {kx}{i}}\right)^{i},}
um die für die Eulersche Zahl {\displaystyle \mathrm {e} } geltende Reihe
{\displaystyle \mathrm {e} =\sum _{n=0}^{\infty }{\frac {1}{n!}}}
herzuleiten. Diese Formel liefert eine äußerst schnell konvergente Reihe für die Zahl {\displaystyle \mathrm {e} }, es gilt zum Beispiel
{\displaystyle 1+{\frac {1}{1}}+{\frac {1}{2}}+{\frac {1}{6}}+{\frac {1}{24}}+{\frac {1}{120}}+{\frac {1}{720}}=2{,}7180{\overline {5}}\approx 2{,}718281828...=\mathrm {e} .}
Vor dem Hintergrund zu Eulers Formel für {\displaystyle a^{x}} ist zu erwähnen, dass für {\displaystyle k=\log(a)} der Grenzwert
{\displaystyle \lim _{n\to \infty }\left(1+{\frac {kx}{n}}\right)^{n}=(\mathrm {e} ^{\log(a)})^{x}=a^{x}}
gültig ist, was seine {\displaystyle i}-Notation in die moderne Sprache eines mathematischen Limes einordnet.

#### Taylorreihen
Euler ist in diesem Kontext für die Entwicklung und häufige Verwendung von Potenzreihen bekannt. Diese können als „unendlich lange Polynome“ aufgefasst werden, aus denen sich eine Funktion aus ihrem lokalen Verhalten (d. h. unter Kenntnis all ihrer Ableitungen und einem Punkt) in manchen Fällen „global rekonstruieren“ lässt. Unter anderem gab er direkte Beweise für Taylorreihen der Exponentialfunktion
{\displaystyle \mathrm {e} ^{x}=\sum _{n=0}^{\infty }{\frac {x^{n}}{n!}}=1+x+{\frac {x^{2}}{2}}+{\frac {x^{3}}{6}}+\dotsb }
und der Arkustangensfunktion. Indirekte Beweise stammen von Newton und Leibniz aus der Zeit 1665 bis 1680. Ebenso entwickelte Euler die Sinus- und Kosinusfunktion in ihre Taylor-Reihen um den Entwicklungspunkt 0:
{\displaystyle \sin(x)=\sum _{n=0}^{\infty }(-1)^{n}{\frac {x^{2n+1}}{(2n+1)!}},}
{\displaystyle \cos(x)=\sum _{n=0}^{\infty }(-1)^{n}{\frac {x^{2n}}{(2n)!}}.}
Diese benutzte er, um mittels einfachen Einsetzens die Eulersche Formel für die Exponentialfunktion herzuleiten.

#### Unendliche Reihen
1736 fand er (ebenfalls durch Verwendung von Potenzreihen) den lange gesuchten Grenzwert für die unendliche Summe der reziproken Quadratzahlen:
{\displaystyle \sum _{n=1}^{\infty }{\frac {1}{n^{2}}}=1+{\frac {1}{4}}+{\frac {1}{9}}+\dotsb ={\frac {\pi ^{2}}{6}}.}
Summiert man also „alle“ (unendlich vielen) Kehrwerte der Quadratzahlen auf, ist das Ergebnis die Zahl {\displaystyle {\frac {\pi ^{2}}{6}}\approx 1{,}64493}. Das bedeutet, dass für jede noch so kleine Zahl {\displaystyle x>0} (etwa {\displaystyle x=0{,}00001}) eine Quadratzahl {\displaystyle N^{2}} existiert, so dass für alle folgenden Quadratzahlen {\displaystyle N^{2}<M^{2}} gilt
{\displaystyle {\frac {\pi ^{2}}{6}}-x<1+{\frac {1}{4}}+{\frac {1}{9}}+\cdots +{\frac {1}{N^{2}}}+{\frac {1}{(N+1)^{2}}}+\cdots +{\frac {1}{M^{2}}}<{\frac {\pi ^{2}}{6}}.}
Da er für dieses Ergebnis bis dato nicht bekannte Manipulationstechniken für Potenzreihen verwendet hatte, wurde sein ursprünglicher Beweis nicht akzeptiert. Jedoch veröffentlichte Euler im Jahr 1743 einen anderen Beweis. Aus einer Verallgemeinerung dieses sogenannten Basler Problems leitete er eine geschlossene Darstellung für die geraden Bernoulli-Zahlen {\displaystyle B_{2k}} ab. Er zeigte beispielsweise, dass die Summe der Kehrwerte aller vierten Potenzen und sechsten Potenzen ebenfalls gegen rationale Vielfache entsprechender Potenzen von {\displaystyle \pi } streben.
{\displaystyle 1+{\frac {1}{2^{4}}}+{\frac {1}{3^{4}}}+\cdots ={\frac {\pi ^{4}}{90}},}
{\displaystyle 1+{\frac {1}{2^{6}}}+{\frac {1}{3^{6}}}+\cdots ={\frac {\pi ^{6}}{945}},}
und ganz allgemein
{\displaystyle \zeta (2k)=\sum _{n=1}^{\infty }{\frac {1}{n^{2k}}}=(-1)^{k-1}{\frac {(2\pi )^{2k}}{2(2k)!}}B_{2k}.}
Diese galt sehr lange als beste Methode für die Berechnung der Bernoulli-Zahlen {\displaystyle B_{k}}.
Er nutzte die Identität
{\displaystyle {\frac {\pi }{4}}=5\arctan \left({\frac {1}{7}}\right)+2\arctan \left({\frac {3}{79}}\right),}

Euler war durch unendliche Reihen im Stande, die Kreiszahl auf zahlreiche Stellen zu berechnen. In seiner im Jahre 1748 erschienenen Introductio in Analysin Infinitorum gab er im ersten Band bereits auf 148 Stellen genau an.

mit dem Arkustangens um eine schnell konvergierende Reihe für {\displaystyle \pi } herzuleiten. Unendliche Reihen wie zum Beispiel
{\displaystyle 1+{\frac {1}{2}}-{\frac {1}{4}}-{\frac {1}{5}}+{\frac {1}{7}}+{\frac {1}{8}}-\dotsb ={\frac {2\pi }{3{\sqrt {3}}}},}
{\displaystyle 1-{\frac {1}{3^{3}}}+{\frac {1}{5^{3}}}-{\frac {1}{7^{3}}}+{\frac {1}{9^{3}}}-\dotsb ={\frac {\pi ^{3}}{32}},}
oder auch
{\displaystyle {\frac {\zeta (2)}{3\cdot 4\cdot 2^{2}}}+{\frac {\zeta (4)}{5\cdot 6\cdot 2^{4}}}+{\frac {\zeta (6)}{7\cdot 8\cdot 2^{6}}}+\dotsb ={\frac {1}{4}}-{\frac {7}{4\pi ^{2}}}\zeta (3)}
mit der Riemannschen Zeta-Funktion {\displaystyle \zeta (s)} gehen ebenfalls auf Euler zurück. Es war Euler, der als erster divergente Reihen systematisch untersuchte.

#### Trigonometrische Funktionen
Euler ist der erste Autor, der die Winkelfunktionen auf einen Kreis mit Radius 1 bezieht und sie dadurch normiert. Das geschieht im sechsten Kapitel der Introductio. Insbesondere folgt nach dem Satz des Pythagoras dann sofort
{\displaystyle \sin ^{2}(x)+\cos ^{2}(x)=1.}
Eine Reihe von Grundformeln der Trigonometrie wurden systematisch von Euler hergeleitet. Er benutzte die Additionstheoreme der trigonometrischen Funktionen und gab als erster einen einfachen und klaren Beweis der bekannten Formel von De Moivre. Dieser Beweis gilt auch aus heutiger Sicht als streng, falls man davon absieht, dass die vollständige Induktion formal nicht abgeschlossen wurde. Euler erhielt aus diesen Formeln die Entwicklung der trigonometrischen Funktionen in Potenzreihen, indem er dasselbe Verfahren wie im Falle der Exponentialfunktion benutzte.
Auch die Partialbruchzerlegung des Kotangens war Gegenstand von Eulers Forschung. Diese diskutierte er unter anderem in einem Brief an Christian Goldbach vom 30. Juni 1742.
Im Kontext mit seinen Studien über Funktionen einer komplexen Variablen, die teilweise von d’Alembert antizipiert wurden, gelangte Euler mittels einer schon von Johann Bernoulli verwendeten nicht-reellen Substitution zum Resultat
{\displaystyle \int _{0}^{\infty }{\frac {\sin(x)}{x}}\mathrm {d} x={\frac {\pi }{2}}.}
In diesem Zusammenhang ist erwähnenswert, dass Euler mittels mehrfacher Anwendung des Additionstheorems {\displaystyle \sin(x)=2\sin({\tfrac {x}{2}})\cos({\tfrac {x}{2}})} auf die Funktionen {\displaystyle f_{k}(x)=\sin({\tfrac {x}{2^{k}}})} die Produktformel
{\displaystyle {\frac {\sin(x)}{x}}=\prod _{k=1}^{\infty }\cos \left({\frac {x}{2^{k}}}\right)=\cos \left({\frac {x}{2}}\right)\cos \left({\frac {x}{4}}\right)\cos \left({\frac {x}{8}}\right)\cdots }
generierte.

#### Exponentialfunktion und Logarithmus

Geometrische Interpretation der Eulerschen Formel anhand des Einheitskreises.

Euler verwendete erstmals die Exponentialfunktion und Logarithmen in analytischen Beweisen und definierte sie erfolgreich für komplexe Zahlen. Dadurch wurde deren Anwendungsbereich stark erweitert. Damit fand er die enge Beziehung zu den trigonometrischen Funktionen. Für jede reelle Zahl {\displaystyle \varphi } (im Bogenmaß) besagt die Eulersche Formel, dass die komplexe Exponentialfunktion die Gleichung
{\displaystyle \mathrm {e} ^{\mathrm {i} \varphi }=\cos(\varphi )+\mathrm {i} \sin(\varphi )}
erfüllt. Ein spezieller Fall der obigen Formel ist als die Eulersche Identität
{\displaystyle \mathrm {e} ^{\mathrm {i} \pi }+1=0}
bekannt. Eulers Formel zieht Beweise der Additionstheoreme und die Formel von De Moivre nach sich. So gilt zum einen
{\displaystyle (\cos(\varphi )+\mathrm {i} \sin(\varphi ))^{n}=(\mathrm {e} ^{\mathrm {i} \varphi })^{n}=\mathrm {e} ^{\mathrm {i} \varphi n}=\cos(n\varphi )+\mathrm {i} \sin(n\varphi ).}
Auch bezüglich der Additionstheoreme bedient man sich der Multiplikativität der Exponentialfunktion. Zum anderen haben wir demnach
{\displaystyle \cos(x+y)+\mathrm {i} \sin(x+y)=\mathrm {e} ^{\mathrm {i} (x+y)}=\mathrm {e} ^{\mathrm {i} x}\mathrm {e} ^{\mathrm {i} y}=\cos(x)\cos(y)-\sin(x)\sin(y)+\mathrm {i} (\sin(x)\cos(y)+\sin(y)\cos(x)).}
Zwei komplexe Zahlen sind genau dann gleich, wenn Real- und Imaginärteil übereinstimmen – zum Beispiel gilt also {\displaystyle \cos(x+y)=\cos(x)\cos(y)-\sin(x)\sin(y)}.

#### Integralrechnung

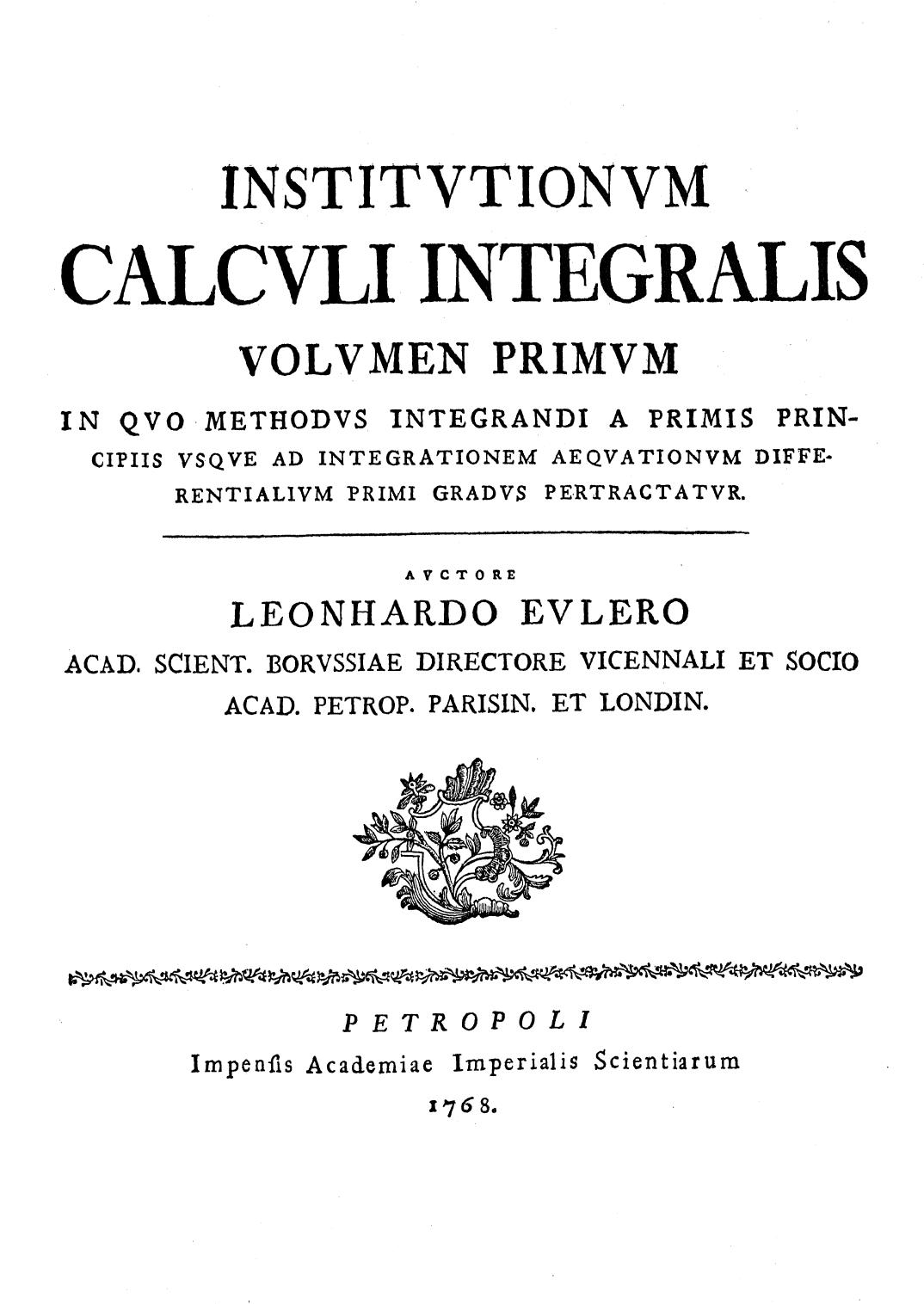
Erste Seite von Leonhard Eulers Institutionum Calculi Integralis, Band 1.

In seinem Werk Institutiones calculi integralis (1768–1770), erschienen in drei Bänden, beschäftigte sich Euler mit der Integralrechnung. Darin finden sich die Methoden der unbestimmten Integration in moderner Form erschöpfend dargestellt für die Fälle, in denen die Integration auf elementare Funktionen führt. Viele Methoden sind erst von Euler entwickelt worden, und noch heute ist die Eulersche Substitution, mit deren Hilfe gewisse irrationale Differentiale rationalisiert werden können, ein Begriff. Er fand einen Weg, Integrale mit komplexen Grenzen zu berechnen, womit er wichtige Teile der Entwicklung der komplexen Analysis vorwegnahm.
Es ist zu bemerken, dass ein Vorläufer der nach Laplace benannten Laplace-Transformation bereits 1766 von Euler in seiner Institutiones calculi integralis studiert worden war. Laplace hatte sie erstmals im Rahmen der Wahrscheinlichkeitstheorie angewandt.

#### Fourierreihen
Euler arbeitete auch im Bereich der Fourierreihen. Er leitete die für Werte {\displaystyle 0<x<\pi } gültige Formel
{\displaystyle {\frac {\pi -x}{2}}=\sin(x)+{\frac {1}{2}}\sin(2x)+{\frac {1}{3}}\sin(3x)+{\frac {1}{4}}\sin(4x)+\dotsb }
aus der Reihe
{\displaystyle {\frac {1-r\cos(x)}{1-2r\cos(x)+r^{2}}}-1=r\cos(x)+r^{2}\cos(2x)+r^{3}\cos(3x)+\dotsb }
an der Stelle {\displaystyle r=1} her:
{\displaystyle -{\frac {1}{2}}=\cos(x)+\cos(2x)+\cos(3x)+\dotsb }
Obwohl die Reihe zur Rechten nirgends konvergiert, lieferte beidseitiges Integrieren, nach Wahl der richtigen Integrationskonstanten, die heute als korrekt bekannte Eulersche Reihe.
Dies ist ein typisches Beispiel der von Euler zugrunde gelegten „Allgemeinheit der Algebra“. Obwohl einige von Eulers Beweisen nach modernen Standards der mathematischen Strenge nicht akzeptabel sind, führten seine Ideen, wie eben demonstriert, zu vielen Fortschritten.

### Begründung der Variationsrechnung

#### Eulers ›Methode, Kurven zu finden‹
Euler gilt neben Lagrange als einer der Begründer der systematischen Variationsrechnung. An verschiedene Problemstellungen und Ideen von Jakob und Johann Bernoulli anknüpfend, formulierte Euler schon seit seiner frühen Schaffensphase deren Hauptprobleme und entwickelte eine allgemeine Methode zu deren Lösung. Im Jahre 1744 erschien sein in dieser Hinsicht epochales Hauptergebnis zum Variationskalkül, die Methodus inveniendi lineas curvas. Diese Spezialdisziplin (von den Brüdern Bernoulli ansatzweise initiiert) wurde von Euler erstmals konzipiert und systematisiert. Sie beschäftigt sich mit Extremwertproblemen allgemeinster Art. Im Gegensatz zur Differentialrechnung, bei der oft lokale Maxima oder Minima von Funktionen bestimmt werden, ist die Variationsrechnung durch Probleme charakterisiert, bei denen eine oder mehrere unbekannte Funktionen derart zu bestimmen sind, dass ein gegebenes, von diesen Funktionen abhängiges bestimmtes Integral extremale Werte annimmt.
Erstmals wird in den Methodus inveniendi die Bedingungsgleichung zur Ermittlung von Extremwertaufgaben für mehrerer Kurvenscharen formuliert und gelöst. Die allgemeine Bedingung – heute bekannt und gebräuchlich als Euler-Lagrange-Gleichung – ist das Ergebnis dieser verallgemeinerten Problemstellung.

#### Verfechter der geometrischen Verfahrensweise
Das Beweisverfahren zur Euler-Lagrange-Gleichung bleibt in den Methodus inveniendi ‚geometrisch‘ (siehe etwa ‚Fig. 3‘ hier). Für Euler wie für Lagrange war es daher eine von ihm nicht abgeschlossene mathematische Methode, die erst vollständig in der Analysis aufzugehen habe. Hingegen gibt Euler an einer Stelle der Schrift zu bedenken, dass nur die Verbindung von formalen Ausdrücken der Analysis mit geometrischen Figuren und Kurven «vortheilhaft» sei.

„Denn wenn man von den Curven abstrahirt und nur reine Größen betrachtet, wo werden einmal die Aufgaben schwerverständlich und unelegant, auch fällt ihr Nutzen und Werth weniger in die Augen, dann aber würde die Methode diese Aufgaben zu lösen schwerverständlich und mühsam sein, wenn sie bloß bei abstracten Größen auseinandergesetzt werden würde, während sie durch den Anblick der Figuren und die Darstellung der Größen durch Strecken außerordentlich unterstützt und dem Verständnisse näher gebracht wird.“

Damit erwies sich Euler als ein Befürworter einer synthetischen Herangehensweise an die angewandte Mathematik, wohingegen Lagrange und später Jacobi die analytische Methode in der Mechanik auszubauen suchten. Nicht zuletzt darf in Eulers Variationsrechnung ein weiterer Beleg für sein beständiges Bemühen um Allgemeinverständlichkeit in allen Hypothesen, Theoremen und Deduktionen gesehen werden.

„Euler ist nie »Professor« in unserem Sinn des Wortes gewesen, er hat nie einen universitären Lehrstuhl innegehabt. Aber wie kaum ein anderer hat er als Lehrer gewirkt, europaweit, und zwar durch seine mustergültigen Lehrbücher, vor allem durch seine Lehrbücher der Analysis, die rasch zur Pflichtlektüre der angehenden Mathematiker wurden. Euler schrieb, um verstanden zu werden; er habe, hieß es, alles gehabt, was das vollkommene Genie ausmache, nur nicht die Unverständlichkeit.“

Umso mehr bewunderten Mathematiker seither die ‹klare und durchsichtige Einführung› in die Variationsrechnung, die dieses einzelne Werk auszeichnet. Als Lehrbuch konzipiert, bestätigt die Schrift in besonderem Masse das grundlegend didaktische Denken und Vorgehen in Eulers Mathematik. Nach C. Carathéodory handelt es sich um «eines der schönsten mathematischen Werke, die je geschrieben worden sind. Wie sehr diese Lehrbuch späteren Generationen immer wieder als Muster gedient hat, […] kann nicht genügend betont werden».

#### ›Ergänzungen‹
Von historisch einzigartiger Bedeutung ist auch der umfangreiche Anhang oder Ergänzungsteil (Additamenta) zur Schrift Methodus Inveniendi Lineas Curvas.
Die Erste Ergänzung trägt den Titel Von den elastischen Kurven (lateinisch: Additamentum I: De Curvis Elasticis) und bildet die erste umfassende Behandlung der mathematischen Elastizitätstheorie. Sie errichtet die Dehnungsformen elastischer Körper aus dem Variationsproblem eines einzigen minimalen Potenzials der verzerrenden Kräfte. Im Detail wird von Euler jede Kurve elastisch genannt, «welche die Gestalt einer an zwei Punkten aufgelegten Feder angiebt. Sie hat die Eigenschaft, den Ausdruck {\displaystyle \int {\frac {dw}{\rho ^{2}}}} zu einem Minimum zu machen». Hierbei bezeichnet {\displaystyle \rho } den Krümmungsradius und {\displaystyle dw} ein infinitesimales Element der elastischen Biegelinie (Durchbiegung) {\displaystyle w}. Diese Variationsannahme, ursprünglich eine Hypothese von Daniel Bernoulli, hat bis heute allgemeinen Bestand im Variationskalkül für Elastika.
Der erste Ergänzungsteil war Anlass und Ausgangspunkt eines umfassenden Kommentarbandes der Eulerschen Opera Omnia durch den Mechanik- und Eulerexperten Clifford Truesdell. Der erste Anhang allein wird dort als ‹zeitloses Meisterwerk› bezeichnet. Er wurde als eigener Klassiker in die Ostwald-Reihe der exakten Wissenschaften aufgenommen.
Die Zweite Ergänzung der Methodus Inveniendi enthält die «älteste Fassung des Prinzips der kleinsten Aktion» und einiger mathematischer Anwendungen desselben. Viele Passagen des Anhangs belegen Eulers philosophische Überzeugung in die Gültigkeit eines minimalen Aktionsprinzips für die gesamte Natur.
Die Verbindung des zweiten Anhangs zur Variationsrechnung besteht darin, dass Euler erstmals das Aktionsprinzip durch die mechanische Größe der Aktion – gelegentlich auch Wirkung genannt – bezeichnet. In heutige Notation übersetzt besagt es, dass für einen Körper der Masse {\displaystyle m}, dessen Punkte alle die Geschwindigkeit {\displaystyle {\vec {v}}} haben, das Wegintegral {\displaystyle \int _{P_{1}}^{P_{2}}mv\,ds} zwischen zwei Punkten {\displaystyle P_{1},\,P_{2}} minimal wird. Die Größe {\displaystyle dA:=mv\,ds} wird hierbei Aktion bezeichnet. In Eulers Worten:

„Nun sage ich, dass die vom Körper beschriebene Linie so beschaffen sein wird, dass unter allen anderen gekrümmten Linien, die in denselben Grenzen enthalten sind,
[{\displaystyle \int _{P_{1}}^{P_{2}}mv\,ds} …] ein Minimum ist.“

Euler gelingt es, verschiedene grundlegende Sätze der Mechanik aus diesem Prinzip der kleinsten Aktion zu deduzieren.

#### Formulierung der Aufgabe

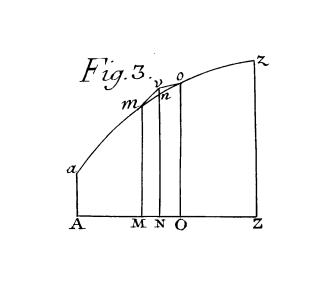
Eulers Figur 3 aus den Methodus Inveniendi (E065)

Die Problemstellung findet sich im Original mit den folgenden Worten:

„Man soll, wenn {\displaystyle Z} eine bestimmte Funktion von {\displaystyle x} und {\displaystyle y} ist, [… - «und ausserdem die durch Differentiation entstandenen Grössen {\displaystyle p,~q,~r,\ldots } vorkommen» -] die Curve {\displaystyle az} finden [vgl. hier Fig. 3 und 4] , in welcher der Werth der Formel {\displaystyle \int Z\,dx} am grössten oder am kleinsten ist.“

Hierbei haben {\displaystyle x} und {\displaystyle y} die gewöhnliche Bedeutung von Variablen der Abszissen- und Ordinatengröße. Entscheidend ist nun die Verallgemeinerung hinsichtlich der Funktion {\displaystyle Z}, die hier im Einschub der Zitats ergänzt wurde. Und zwar dass die Funktion {\displaystyle Z} auch hinsichtlich der abgeleiteten Größen {\displaystyle p:=y'=dy/dx}, {\displaystyle q:=y''=d^{2}y/dx^{2}} variierbar und das Kurvenintegral {\displaystyle \int Z\,dx} als ‹nicht integrierbar› gilt; denn andernfalls wäre die Kurve eines einfachen Extremwertproblems der Kurve lösbar, wie er sagt, lösbar «durch die gewöhnliche Methode der Maxima und Minima».
Euler beweist entsprechend zunächst folgende Aussage:
Sei {\displaystyle Z} eine nach Differentialen entwickelbare Funktion der Form {\displaystyle dZ=M\,dx+N\,dy+P\,dp+Q\,dq+\ldots }, so dass {\displaystyle M:=\partial Z/\partial x\,,N:=\partial Z/\partial y\,,P:=\partial Z/\partial y',\,Q:=\partial Z/\partial y'',\ldots }; sei nun ferner {\displaystyle Z=Z(x,y)} allein von {\displaystyle x} und {\displaystyle y} abhängig. Dann lässt sich die Variation des Funktionals {\displaystyle Z} immer auf die Funktion {\displaystyle Z(x)=y} zurückführen, und es gilt: {\displaystyle N=P=\ldots =0}.
Ferner ergibt sich die gewöhnliche Extremalbedingung der Differentialrechnung: {\displaystyle Z'(x)={\frac {dZ}{dx}}=0}.

#### Erste Variation: Begründung

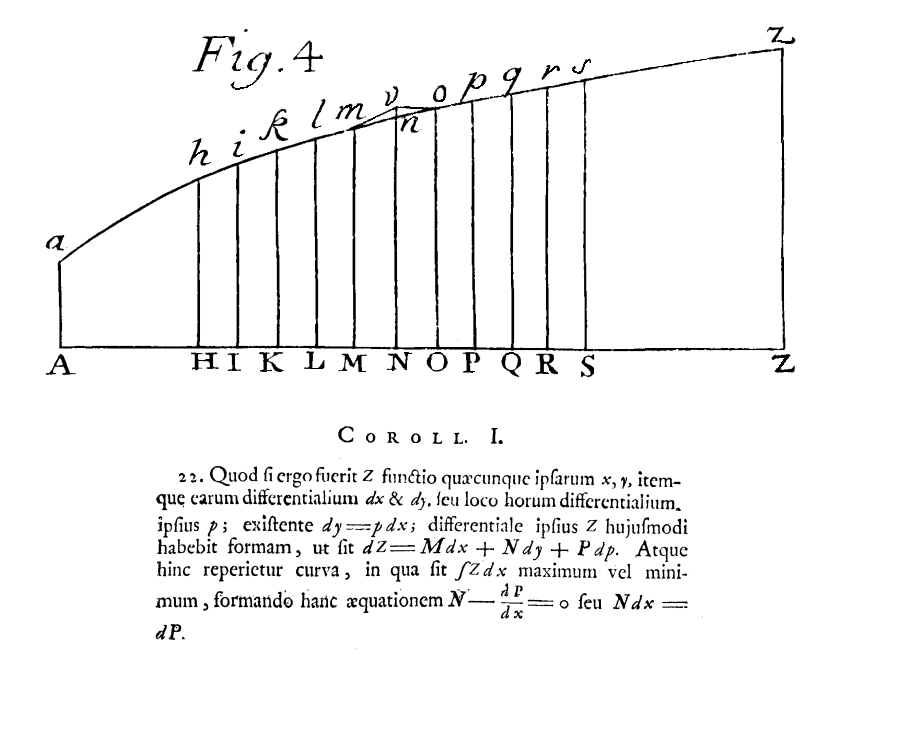
Die geometrische Darstellung der Variationsmethode in Euler (1744), Fig. 4

Euler schreitet nun gewissermaßen „induktiv“ weiter zur so genannten Ersten Variation, bei der nach jeder infinitesimal kleinen Änderung des Kurvenverlaufs eine lineare Abhängigkeit des Funktionals {\displaystyle Z(x,\,y,\,p)} von der Steigung {\displaystyle p:=y'=dy/dx} angenommen wird.
Eulers Begründung ist hierbei geometrisch zu nennen: Er teilt die gedachte Kurve in verschiedene Abszissenabschnitte (siehe hier Fig. 4) ein und betrachtet die Veränderung der Funktionswerte von endlichen Nachbarpunkten, wenn ein zentraler Funktionswert in {\displaystyle N} um den (infinitesimalen) Abschnitt {\displaystyle dy=\nu \mu } variiert wird. Die Betrachtung der einzelnen Steigungsänderungen, die schließlich aufsummiert werden, führt Euler in der ersten Variation auf den ‹Differentialwert› {\displaystyle \nu \mu (N\,dx-dP)}. Damit die Kurve {\displaystyle amz} extremal sein soll, ist dieser Differentialwert selbst Null zu setzen, so dass, in den Worten Eulers und entsprechend dem lateinischen Text unter der hier angegebenen Abbildung, das zentrale Ergebnis folgt:

„Folgerung I. 22. Ist also {\displaystyle Z} eine Funktion von {\displaystyle x} und {\displaystyle y} und von ihren Differentialen {\displaystyle dx} und {\displaystyle dy} oder an Stelle dieser Differentiale von {\displaystyle p} selbst, wobei {\displaystyle dy=p\,dx} ist, so hat das Differential von {\displaystyle Z} die Form
{\displaystyle dZ=M\,dx+N\,dy+P\,dp,}
und hieraus finden man die Curve, in welcher {\displaystyle \int Z\,dx} ein Maximum oder Minimum ist, wenn man die Gleichung bildet
{\displaystyle N-{\frac {dP}{dx}}=0}, oder {\displaystyle N\,dx=dP}.“

In heutiger Notation wird somit die Form der Euler-Lagrange-Gleichung dargestellt:
Sei das Funktional {\displaystyle J(y)=\int _{x_{0}}^{x_{1}}f(x,y,y')\,dx} gegeben und {\displaystyle f} eine stetige, partiell differenzierbare Funktion, so gilt für alle {\displaystyle x\in [x_{0},x_{1}]}:
{\displaystyle {\frac {\text{d}}{{\text{d}}x}}{\Bigl (}{\frac {\partial f}{\partial y'}}{\Bigr )}-{\frac {\partial f}{\partial y}}=0}
Euler setzt dieses Verfahren entsprechend für Variationen von höherer Ordnung fort.

#### Beispielhafte Lösung der Brachistochrone
Die Aufgabe der Brachistochrone war schon vor der Zeit Eulers ein vorrangiges mathematisches Forschungsgebiet und der ‚mechanische Anstoß‘ zur Variationsrechnung von Kurven. Sie wird von Euler nach Art einer beispielhaften Anwendung seiner Variationsmethode behandelt. Zudem ergänzt Euler sie als einen Spezialfall der Variation einer Kurvenschar
{\displaystyle \int y^{n}\,dx\,{\sqrt {1+y'^{\,2}}},{\textrm {mit}}~~n\in \mathbb {Q} ,y'=dy/dx}.
Damit sorgt er dort für eine Verallgemeinerung der Variationsaufgabe:
Für {\displaystyle n=-{\frac {1}{2}}} lautet die entsprechende Variationsgleichung
{\displaystyle \delta J[y]=\int _{a}^{b}dx\,{\frac {\sqrt {1+y'^{\,2}}}{\sqrt {y}}}=0}, wobei das Funktional nur von {\displaystyle y} abhängig ist
Der Variation entspricht die Differentialgleichung
{\displaystyle y\cdot (1+y'^{\,2})=a}, {\displaystyle a} = const., deren Lösung die Zykloidenkurve ist.
Euler löst dort auch das erste, mathematisch formulierte Variationsproblem, das von I. Newton aus dem zweiten Buch seiner Principia Mathematica stammt, in der Art eines Zusatzes (‚Lemma‘).
Im Hauptteil seiner Variationsmethode behandelt Euler die von ihm so genannten elastischen Kurvenformen, nach dem Vorschlag von Daniel Bernoulli, unter dem einheitlichen Variationsproblem des minimalen Potentials. Zur Erläuterung hat Euler einen umfangreichen Anhang (Additamentum I: De Curvis Elasticis) ergänzt. Diese Ergänzung allein begründet die mathematische Elastizitätstheorie und ging in die Wissenschaftsgeschichte ein. Er liegt in deutscher Übersetzung (von H. Linsenbarth) in der Reihe Ostwalds Klassiker vor. Der Mitherausgeber der Mechanik-Reihe der Euleri Opera Omnia Clifford Truesdell hat diesem Additamentum einen eigenen Ergänzungsband gewidmet.

### Transzendente Funktionen
Als Vorreiter auf diesem neuen Gebiet schuf Euler die Theorie der hypergeometrischen Reihen, der q-Reihen und der hyperbolischen trigonometrischen Funktionen.

#### Riemannsche Zeta-Funktion
Auch die Funktionalgleichung der Riemannschen Zeta-Funktion {\displaystyle \zeta (s)}, die Euler für die verwandte Funktion
{\displaystyle \phi (s)=\sum _{n=1}^{\infty }{\frac {(-1)^{n+1}}{n^{s}}}=(1-2^{1-s})\zeta (s)}
in der Form
{\displaystyle \pi ^{s}\left(2^{s-1}-1\right)\phi (1-s)+(2^{s}-1)\cos \left({\frac {\pi s}{2}}\right)\Gamma (s)\phi (s)=0}
angab, sowie einige deren Werte an negativen Stellen, waren Euler bereits bekannt. Dabei handelt es sich nicht um eine klassische Gleichung, wie etwa {\displaystyle 2x+2=0}, die nur vom Wert {\displaystyle x=-1} gelöst wird, sondern um eine Identität, d. h. die Gleichung stimmt, egal was eingesetzt wird. Beispielsweise ist {\displaystyle x=x} eine (triviale) Identität, und im Falle der Zeta-Funktion stellte Euler einen für alle {\displaystyle s} gültigen Zusammenhang zwischen den Werten {\displaystyle \zeta (s)} und {\displaystyle \zeta (1-s)} her. Diese vermutete er nach umfassenden numerischen Berechnungen, die auf der heute als richtig bekannten Darstellung
{\displaystyle (1-2^{1-s})\zeta (s)=\lim _{x\to 1^{-}}\sum _{n=1}^{\infty }(-1)^{n+1}{\frac {x^{n}}{n^{s}}}}
beruhten. Die Riemannsche Zeta-Funktion spielt eine sehr wichtige Rolle in der Zahlentheorie und die Funktionalgleichung wurde von Bernhard Riemann, der erstmals einen strengen Beweis vorlegte, benutzt, um seine Theorie über Primzahlen aufzubauen.

#### Beta- und Gamma-Funktion
Bereits im Jahr 1729 entwickelte Euler unter Hilfenahme des binomischen Lehrsatzes die für natürliche Zahlen {\displaystyle m,n} gültige Formel
{\displaystyle \int _{0}^{1}x^{m}(1-x)^{n}\mathrm {d} x={\frac {1\cdot 2\cdot 3\cdots n}{(m+1)\cdot (m+2)\cdots (m+n+1)}}.}
Daraus leitete er eine Integraldarstellung für die Fakultätsfunktion ab:
{\displaystyle n!=\int _{0}^{1}(-\log(x))^{n}\mathrm {d} x.}
Diese Resultate führten zur Entdeckung der Beta- und Gammafunktion durch Euler, der ihre grundlegenden Eigenschaften studierte. In Korrespondenz mit Christian Goldbach im Jahr 1729 verallgemeinerte Euler zunächst die Fakultät und führte 1730 das Euler-Integral der zweiten Art ein, das für komplexe Werte {\displaystyle z} mit positivem Realteil die Euler-Gammafunktion darstellt:
{\displaystyle \Gamma (z)=\int _{0}^{1}(-\log(x))^{z-1}\mathrm {d} x=\int _{0}^{\infty }t^{z-1}\mathrm {e} ^{-t}\mathrm {d} t.}
Bereits in einem Brief von 1729 an Christian Goldbach hatte Euler eine Formel für die halbzahlige Fakultät erwähnt in der Form: {\displaystyle ({\tfrac {1}{2}})!={\tfrac {\sqrt {\pi }}{2}}}. Das Integral erster Art stellt die Beta-Funktion für {\displaystyle x,y>0} dar:
{\displaystyle \mathrm {B} (x,y)=\int _{0}^{1}t^{x-1}(1-t)^{y-1}\mathrm {d} t.}
Aus den besonderen Eigenschaften dieser Funktionen leitete Euler nicht nur Beziehungen zur Euler-Mascheroni-Konstanten ab, sondern gab auch die Produktformeln
{\displaystyle \Gamma (z)={\frac {1}{z}}\prod _{n=1}^{\infty }\left(1+{\frac {1}{n}}\right)^{z}\left(1+{\frac {z}{n}}\right)^{-1}}
und
{\displaystyle {\frac {1}{\Gamma (z)\Gamma (-z)}}=-z^{2}\prod _{n=1}^{\infty }\left(1-{\frac {z^{2}}{n^{2}}}\right)=-{\frac {z}{\pi }}\sin(\pi z),}
wobei letztere als Eulerscher Ergänzungssatz (Euler reflection formula) bekannt ist. Die Beta-Funktion ist die Grundlage der Beta-Verteilung aus der Wahrscheinlichkeitstheorie. Die Gamma-Funktion taucht bei der Gamma-Verteilung auf, spielt aber auch in Funktionen- und Zahlentheorie unter anderem im Kontext vervollständigter L-Funktionen eine wichtige Rolle.

### Elliptische Integrale
Eulers großes Interesse an elliptischen Integralen und elliptischen Funktionen geht auf seine frühen Jahre bei Johann Bernoulli zurück. Während seines Studiums an der Berliner Akademie erhielt Euler am 23. Dezember 1751 ein zweibändiges Werk von Giulio Fagnano mit dem Titel Produzioni Matematiche, das 1750 für seine formale Überprüfung veröffentlicht wurde. Diese Arbeit enthielt die Formel für die Verdoppelung der Bogenlänge der Lemniskate, deren Polarkoordinatengleichung {\displaystyle r^{2}=a^{2}\cos(2\theta )}, und deren algebraische Gleichung {\displaystyle (x^{2}+y^{2})^{2}=a^{2}(x^{2}-y^{2})} lautet. Euler wurde durch diese Arbeit enorm inspiriert und half, einen neuen Bereich algebraischer Funktionen zu schaffen.
Euler war imstande, das heute als Additionstheorem für elliptische Integrale (erster Gattung) bekannte Resultat zu beweisen. Setzt man {\displaystyle R(t)=1+mt^{2}+nt^{4}} mit ganzen Zahlen {\displaystyle m,n}, so folgt aus der Gleichheit
{\displaystyle \int _{0}^{x}{\frac {\mathrm {d} t}{\sqrt {R(t)}}}+\int _{0}^{y}{\frac {\mathrm {d} t}{\sqrt {R(t)}}}=\int _{0}^{z}{\frac {\mathrm {d} t}{\sqrt {R(t)}}}}
bereits
{\displaystyle z={\frac {x{\sqrt {R(y)}}+y{\sqrt {R(x)}}}{1-nx^{2}y^{2}}}.}
Dies wird Eulersches Additionstheorem (Euler addition theorem) genannt. Im Jahre 1753 entdeckte Euler viele Additionsformeln für elliptische Integrale, die gewöhnlich in direktem Bezug zum Additionstheorem stehen.

## Zahlentheorie und Kombinatorik
Eulers Interesse an der Zahlentheorie lässt sich auf den Einfluss von Christian Goldbach, seinem Freund in der Sankt Petersburger Akademie, zurückführen. Dabei ist Zahlentheorie im Grunde die Wissenschaft der natürlichen Zahlen {\displaystyle 1,2,3,...} und deren Eigenschaften. Eine zahlentheoretische Eigenschaft einer Zahl ist dabei zum Beispiel, ob sie durch eine andere Zahl geteilt werden kann oder durch wie viele Zahlen sie geteilt werden kann. Beispielsweise hatte Euler die Einsicht, dass eine ungerade Zahl größer als {\displaystyle 1} nur durch {\displaystyle 1} und sich selbst teilbar ist (eine Primzahl ist), wenn es bis auf Reihenfolge nur eine Möglichkeit gibt, sie als Summe von zwei teilerfremden positiven Quadratzahlen zu schreiben. Damit ist sie gleichzeitig darstellbar als {\displaystyle 4n+1} mit einer natürlichen Zahl {\displaystyle n}. (Gleiches gilt sinngemäß für die Quadratzahlen von Primzahlen, etwa {\displaystyle 25=5^{2}=4\times 6+1=3^{2}+4^{2}}). So besitzt etwa die Zahl {\displaystyle 1\ 000\ 009} einen nicht-trivialen Teiler, ist also keine Primzahl, da
{\displaystyle 1\ 000\ 009=1\ 000^{2}+3^{2}=972^{2}+235^{2}.}
Aber im Falle {\displaystyle 29} gilt {\displaystyle 29=5^{2}+2^{2}=4\times 7+1}, die Zahlen {\displaystyle 2} und {\displaystyle 5} sind teilerfremd, und sonst gibt es keine weitere Möglichkeit zu einer Zerlegung in zwei nicht-triviale Quadrate. Also ist {\displaystyle 29} eine Primzahl. Zu beachten ist jedoch, dass auf der anderen Seite nicht jede Primzahl als Summe zweier Quadrate geschrieben werden kann. Lediglich die Primzahlen der Form {\displaystyle 4n+1} sind stets die Summe zweier Quadratzahlen. Viele von Eulers frühen Arbeiten zur Zahlentheorie basieren auf den Werken von Pierre de Fermat. Euler entwickelte einige von Fermats Ideen und widerlegte manche seiner Vermutungen.
Nach Euler sind verschiedene Zahlen und Zahlenfolgen benannt, siehe dazu Eulersche Zahlen (Begriffsklärung).

### Elementare Zahlentheorie
Zum Beispiel widerlegte er Fermats Vermutung, alle Fermat-Zahlen seien ebenfalls Primzahlen, indem er zeigte, dass die Zahl {\displaystyle F_{5}=2^{2^{5}}+1} durch 641 teilbar ist.
Er trug wesentlich zur Theorie der vollkommenen Zahlen bei, die die Mathematiker seit Euklid fasziniert hatten. Euler bewies, dass die von Euklid gezeigte Beziehung zwischen (geraden) vollkommenen Zahlen und Mersenne-Primzahlen sogar eins zu eins ist, ein Ergebnis, das als Euklid-Euler-Satz bekannt ist. 1772 hatte Euler in einem Brief an Goldbach korrekt behauptet, dass {\displaystyle 2^{31}-1=} 2.147.483.647 eine Mersenne-Primzahl ist. Sie galt bis 1867 als die größte gefundene Primzahl. Bereits 1732 konnte er die 19-stellige vollkommene Zahl
{\displaystyle P=2^{30}\cdot (2^{31}-1)}
konstruieren.

### Algebraische Zahlentheorie
Er gab gleich mehrere Beweise für den kleinen Fermatschen Satz und war der erste, der einen Beweis publizierte (der von Leibniz im Jahr 1683 geführte Beweis tauchte erst 1894 auf). Sein erster Beweis wurde mittels Induktion geführt, was für die damalige Zeit ungewöhnlich war. Er führte auch die Eulersche Phi-Funktion ein. Mit Hilfe der Eigenschaften dieser Funktion verallgemeinerte er Fermats kleinen Satz zu dem, was heute als Satz von Euler bekannt ist.
Euler leistete wichtige Vorarbeit zu Lagranges Vier-Quadrate-Satz, indem er 1751 bewies, dass sich jede positive rationale Zahl als Summe vierer rationaler Quadrate schreiben lässt. Bereits zuvor, im Jahre 1748, hatte er in einem Brief an Goldbach die Identität
{\displaystyle (a_{1}^{2}+b_{1}^{2}+c_{1}^{2}+d_{1}^{2})(a_{2}^{2}+b_{2}^{2}+c_{2}^{2}+d_{2}^{2})}
{\displaystyle {}=(a_{1}a_{2}-b_{1}b_{2}-c_{1}c_{2}-d_{1}d_{2})^{2}}
{\displaystyle {}+{}(a_{1}b_{2}+b_{1}a_{2}+c_{1}d_{2}-d_{1}c_{2})^{2}}
{\displaystyle {}+{}(a_{1}c_{2}-b_{1}d_{2}+c_{1}a_{2}+d_{1}b_{2})^{2}}
{\displaystyle {}+{}(a_{1}d_{2}+b_{1}c_{2}-c_{1}b_{2}+d_{1}a_{2})^{2}}
erwähnt, womit sich das Problem auf Primzahlen reduzieren ließ. Nachdem Lagrange gezeigt hatte, dass sich jede positive ganze Zahl als Summe vierer ganzer Quadrate schreiben lässt, lieferte Euler kurz darauf einen einfacheren Beweis. Es gilt zum Beispiel
{\displaystyle 34=5^{2}+2^{2}+2^{2}+1^{2}=25+4+4+1.}
Bemerkenswert ist eine weitere Idee Eulers, die aus seiner Beschäftigung mit der Partitio numerorum hervorging, den Satz von Lagrange zu beweisen. Dafür betrachtete er die Potenzreihe
{\displaystyle (1+q+q^{4}+q^{9}+q^{16}+\dotsb )^{4}=\sum _{n=0}^{\infty }A_{4}(n)q^{n},}
wobei für den Vier-Quadrate-Satz {\displaystyle A_{4}(n)>0} für alle n hinreichend ist. Diese Beweisidee deutete Euler in Briefen an Goldbach und in einigen Arbeiten (wie E394, E586) an. So schrieb er im August 1750: „Dieser Weg deucht mir noch der natürlichste zu sein, um zum Beweis […] zu gelangen“. Bei der betrachteten Potenzreihe handelt es sich um die vierte Potenz einer modifizierten Thetareihe – Jacobi ging später diesen Weg um den Satz von Lagrange rein analytisch zu beweisen.
Ebenso zeigte er Fermats Satz über die Summe zweier Quadrate. Dieser liefert ein Kriterium, wann sich eine positive ganze Zahl als Summe zweier ganzer Quadrate schreiben lässt. Beispielsweise gilt {\displaystyle 13=3^{2}+2^{2}=9+4}, jedoch gibt es für die Zahl {\displaystyle 7} keine Möglichkeit für eine solche Zerlegung.
Euler zeigte den großen Fermatschen Satz für die Fälle {\displaystyle n=3} und {\displaystyle n=4}. Er bewies, dass keine Quadratzahl größer als Null als Summe zweier Biquadrate größer als Null geschrieben werden kann, womit bereits folgt, dass die Gleichung {\displaystyle x^{4}+y^{4}=z^{4}} keine positiven ganzzahligen Lösungen besitzt. Im Fall {\displaystyle n=3} faktorisierte Euler {\displaystyle p^{2}+3q^{2}} zu {\displaystyle (p+q{\sqrt {-3}})(p-q{\sqrt {-3}})}. Durch die Verwendung dieser Variante der Gaußschen Zahlen und einer impliziten Annahme der eindeutigen Faktorisierung konnte Euler einen Beweis konstruieren, der die Unmöglichkeit des Falls {\displaystyle n=3} zeigte. Wie bei seinem Beweis für den Fall {\displaystyle n=4} beruhte der von Euler geführte Beweis in erster Linie auf Manipulationen algebraischer Symbole und Paritätsargumenten und führte wenig neue Methoden ein. Wie Generationen von Mathematikern nach ihm scheiterte Euler jedoch am allgemeinen Beweis des großen Fermatschen Satzes. Ein vollständiger Beweis wurde erst 1995 durch Andrew Wiles und Richard Taylor als Konsequenz des Modularitätssatzes für semi-stabile elliptische Kurven erbracht.
Euler vermutete das Gesetz der quadratischen Reziprozität, das später durch Carl Friedrich Gauß bewiesen wurde. Dabei handelt es sich um eines der grundlegendsten Konzepte der Zahlentheorie.

### Kombinatorik
Obwohl die Kombinatorik erst später zu einem neuen modernen Zweig der Mathematik wurde, haben Probleme des Zählens eine lange und frühe Geschichte. Euler betrachtete Probleme der Permutationen und Kombinationen und formulierte ein bestimmtes Problem wie folgt: Angesichts einer beliebigen Folge von {\displaystyle n} Buchstaben {\displaystyle a,b,c,d,e,\dotsc }, wie viele Möglichkeiten gibt es, sie neu anzuordnen, sodass keine wieder auf die ursprünglich besetzte Position zurückkehrt? In diesem Zusammenhang führte Euler die Notation {\displaystyle \Pi (n)} ein, um die Anzahl der Permutationen der {\displaystyle n} Buchstaben {\displaystyle a,b,c,d,e,\dotsc } darzustellen, bei denen keiner seine ursprüngliche Position wieder einnimmt. Eine solche Permutation wird heute als fixpunktfreie Permutation bezeichnet.

Die Partitionszahl einer Zahl n ist gegeben durch die Anzahl aller Möglichkeiten, diese als Summe kleinerer positiver ganzer Zahlen zu schreiben. Zum Beispiel ist 4 = 3+1 = 2+2 = 2+1+1 = 1+1+1+1, also p(4) = 5. Die Graphik zeigt die Partitionen der Zahlen 1 bis 8 geometrisch.

Mit einem einfachen Argument bewies Euler mehrere Rekursionsformeln für {\displaystyle \Pi (n)}, darunter die doppelte Rekursionsformel
{\displaystyle \Pi (n)=(n-1)\left(\Pi (n-1)+\Pi (n-2)\right).}
Er gab auch die explizite Formel
{\displaystyle \Pi (n)=n!\left(1-{\frac {1}{1!}}+{\frac {1}{2!}}-{\frac {1}{3!}}+\dotsb +{\frac {(-1)^{n}}{n!}}\right)}
an, die beweist, dass der Quotient aus fixpunktfreien Permutationen und allen {\displaystyle n!} Permutationen rapide gegen die Zahl {\displaystyle {\tfrac {1}{e}}\approx 0{,}367879} konvergiert.
Ebenfalls auf Euler geht der Pentagonalzahlensatz
{\displaystyle \prod _{n=1}^{\infty }(1-x^{n})=\sum _{n=-\infty }^{\infty }(-1)^{n}x^{n(3n-1)/2}}
zurück, er zeigte ihn 1750. Daraus lässt sich eine Rekursionsformel für die Partitionen herleiten. Diese wurde von Percy Alexander MacMahon dazu verwendet, die Werte der Partitionsfunktion {\displaystyle p(n)} bis {\displaystyle n=200} zu berechnen. Dabei zählt die Funktion {\displaystyle p(n)}, auf wie viele Arten und Weisen sich {\displaystyle n} als Summe natürlicher Zahlen schreiben lässt. Zum Beispiel ist {\displaystyle p(4)=5}, denn {\displaystyle 4=3+1=2+2=2+1+1=1+1+1+1}. Es gilt {\displaystyle p(200)=3.972.999.029.388}. Der Pentagonalzahlensatz ist zudem ein Eckpfeiler zwischen der Kombinatorik und der Theorie der Modulformen.
In den 1780er Jahren befasste Euler sich mit griechisch-lateinischen oder Eulerschen Quadraten, in denen in jeder Zeile und auch in jeder Spalte jedes Element einer Menge G mit n Elementen und ebenso jedes Element einer Menge L mit n Elementen genau einmal vorkommen muss, und jedes Tupel (g,l) ∈ G×L muss im gesamten n×n-Quadrat genau einmal vorkommen. Euler fand Methoden zur Konstruktion von Eulerschen Quadraten mit ungerader oder durch vier teilbarer Größe n. Es gelang ihm jedoch nicht, auch für n ≡ 2 mod 4 Lösungen zu finden. Der Fall n = 6 ist als Problem der 36 Offiziere oder 36-Offiziere-Rätsel bekannt geworden, das Euler 1779 aufgab und das keine klassische Lösung besitzt.

### Analytische Zahlentheorie
Euler verknüpfte die Natur der Primzahlverteilung mit Ideen aus der Analysis. Zum Beispiel bewies er, dass die Summe der Kehrwerte der Primzahlen divergiert. Dabei fand er die Verbindung zwischen der Riemannschen Zeta-Funktion und den Primzahlen; seine Entdeckung ist heute als Euler-Produkt-Formel für die Riemannsche Zeta-Funktion bekannt:
{\displaystyle \sum _{n=1}^{\infty }{\frac {1}{n^{s}}}=\prod _{p\,\mathrm {Primzahl} }{\frac {1}{1-{\tfrac {1}{p^{s}}}}}={\frac {1}{\left(1-{\frac {1}{2^{s}}}\right)\left(1-{\frac {1}{3^{s}}}\right)\left(1-{\frac {1}{5^{s}}}\right)\cdots }},}
wobei sich das Produkt über alle Primzahlen erstreckt. Wie sich später herausstellte, hat diese Identität weitreichende Konsequenzen für Aussagen über die Verteilung der Primzahlen. Eulers Arbeiten auf diesem Gebiet führten zur Entwicklung des Primzahlsatzes.

### Kettenbrüche
Auf der Grundlage früherer Arbeiten seiner Vorgänger begann Euler seine Forschungen zu Kettenbrüchen und veröffentlichte 1737 in einer Arbeit mit dem Titel De Fractionibus Continuis viele neue Ideen und Ergebnisse. Er bewies auch, dass jede rationale Zahl durch einen endlichen Kettenbruch dargestellt werden kann und fand eine unendliche Kettenbruch-Darstellung für die Zahl {\displaystyle \mathrm {e} } in folgender Form:
{\displaystyle \mathrm {e} =2+{\cfrac {1}{1+{\cfrac {1}{2+{\cfrac {1}{1+{\cfrac {1}{1+{\cfrac {1}{4+{\cfrac {1}{1+{\cfrac {1}{1+{\cfrac {1}{6+\dotsb }}}}}}}}}}}}}}}}}
Daraus (und aus einer ebenfalls unendlichen Darstellung als Kettenbruch für {\displaystyle \mathrm {e} ^{2}}) folgerte Euler die Irrationalität von {\displaystyle \mathrm {e} } und {\displaystyle \mathrm {e} ^{2}}. Er gab nicht-reguläre Kettenbrüche (also ohne ausschließlich Einsen in den Zählern der neuen Brüche) für die Kreiszahl {\displaystyle \pi }, wie in etwa
{\displaystyle \pi =3+{\frac {1^{2}}{6+{\cfrac {3^{2}}{6+{\cfrac {5^{2}}{6+{\cfrac {7^{2}}{6+{\cfrac {9^{2}}{6+{\cfrac {11^{2}}{6+\dotsb }}}}}}}}}}}}}
Er bewies zusätzlich ein Theorem, das besagt, dass die Lösung einer quadratischen Gleichung dann und nur dann reell ist, wenn sie eine periodische Kettenbruchentwicklung hat.

### Die Euler-Mascheroni-Konstante
Euler entdeckte 1734 (möglicherweise früher) zuerst einen Zusammenhang zwischen dem Wachstum natürlicher Logarithmen und der harmonischen Folge. Obwohl die Terme {\displaystyle {\tfrac {1}{n}}} für größer werdende Werte {\displaystyle n} gegen 0 streben, gilt
{\displaystyle 1+{\frac {1}{2}}+{\frac {1}{3}}+{\frac {1}{4}}+\dotsb =\infty .}
Also ist die Summe der Kehrwerte aller natürlichen Zahlen unbeschränkt. Zieht man jedoch von der harmonischen Folge {\displaystyle H_{N}=1+{\tfrac {1}{2}}+\dotsb +{\tfrac {1}{N}}} jeweils den Term {\displaystyle \log(N)} ab, so wird das unbeschränkte Wachstum weggehoben und die Differenz konvergiert gegen einen Wert, der heute Euler-Mascheroni-Konstante oder Eulersche Konstante genannt wird:
{\displaystyle \gamma =\lim _{N\to \infty }\left(1+{\frac {1}{2}}+{\frac {1}{3}}+\dotsb +{\frac {1}{N}}-\log(N)\right)\approx 0{,}57721.}
Trotz dieser fundamentalen Definition sind die algebraischen Eigenschaften von {\displaystyle \gamma } bis heute weitgehend ungeklärt. Es wird vermutet, dass {\displaystyle \gamma } irrational ist, jedoch wurde bisher kein Beweis dafür gefunden. Im Jahr 1736 hatte er die Zahl {\displaystyle \gamma } in seiner Arbeit E47 bereits auf 15 Stellen berechnet.

## Geometrie, Topologie und Graphentheorie

### Geometrie
Die Mehrzahl seiner Entdeckungen in der Geometrie gelangen Euler durch die Anwendung algebraischer und analytischer Methoden. Das Lehrgebäude sowohl der ebenen wie auch der sphärischen Trigonometrie verdankt seine heutige Form – einschließlich der Notationsweise – Leonhard Euler. Seine – von Johann Bernoulli angeregten – Studien über geodätische Linien auf einer Fläche waren richtungsweisend für die später einsetzende Entwicklung der Differentialgeometrie. Von noch größerer Bedeutung waren seine Entdeckungen in der Flächentheorie, von der Gaspard Monge und andere Forscher in der Folge ausgehen sollten. In seinen späten Jahren schließlich nahm Euler seine Arbeiten über die allgemeine Theorie der Raumkurven exakt dort wieder auf, wo Clairaut 1731 aufgehört hatte – allerdings wurden sie erst postum gedruckt.
In den Grundlagen der Differentialgeometrie lieferte er Beiträge für die Krümmung einer Kurve und leitete eine analytische Formel für die Radien der Schmiegekreise her. Außerdem entdeckte er die zwei Hauptnormalschnitte einer Oberfläche und die Hauptkrümmungen {\displaystyle \kappa _{1}} und {\displaystyle \kappa _{2}}. Eines seiner Ergebnisse, die sogenannte Euler-Gleichung, ergibt die Krümmung {\displaystyle \kappa } eines beliebigen anderen Normalenabschnitts, der einen Winkel {\displaystyle \alpha } mit einem der Abschnitte mit der Hauptkrümmung einschließt, in der Form
{\displaystyle \kappa =\kappa _{1}\cos ^{2}(\alpha )+\kappa _{2}\sin ^{2}(\alpha ).}
Es war Euler, der sich erstmals mit abwickelbaren Oberflächen (z. B. einem Zylinder oder einem Kegel) beschäftigte, d. h. Oberflächen, die ohne Verzerrungen wie Dehnung oder Reißen in eine Ebene verformt werden können. Eine Fläche wird als Regelfläche bezeichnet (z. B. ein Zylinder, Kegel, Hyperboloid oder hyperbolisches Paraboloid), wenn sie durch die Bewegung einer geraden Linie im Raum erzeugt werden kann.
Es ist bekannt, dass Euler rein mathematisch die zuerst von Jakob Bernoulli und Christiaan Huygens studierte Kreisevolvente als günstigste Profilform der Flanken bei Zahnrädern eruiert hat. Diese Kurve liefert – sinnvoll verwendet – optimale mechanische Eigenschaften bezüglich Reibungsverlust, Geräuscharmut und Kraftübertragung (technisch realisiert wurde diese Entdeckung bzw. Erfindung Eulers erst im 19. Jahrhundert mit der Evolventenverzahnung). Weniger bekannt ist, dass Euler in dieser bereits 1762 entstandenen Arbeit E330 die heute nach Felix Savary benannte Gleichung antizipiert hat. Sie dient zur Bestimmung des Krümmungsradius einer Rollkurve und ermöglicht eine elegante Konstruktion deren Krümmungszentren.
Innerhalb der elementaren Geometrie beschäftigte sich Euler unter anderem mit einem Vorläufer des Doppelverhältnisses und den „Möndchen“ des Hippokrates. Letzteren widmete er zwei weit auseinander liegende Arbeiten E73 und E423. In einer kurzen Abhandlung E648 aus dem Jahre 1779 löste Euler das sog. Taktionsproblem des Apollonius. Dies verlangt die (elementar stets mogliche) Konstruktion eines (vierten) Kreises, der drei beliebig gegebene Kreise in der Ebene berührt. Dieses Problem wurde jedoch bereits vor Euler von François Viète, Isaac Newton und anderen gelöst. Kurz darauf verallgemeinerte er in E733 das Problem auf den dreidimensionalen Raum und fand die Konstruktion der Berührungskugel zu vier beliebig gegebenen Kugeln. Auch diese Konstruktion führt bloß auf eine quadratische Gleichung und kann somit elementar geleistet werden.

### Topologie
In einem Brief vom 14. November 1750 aus Berlin an Christian Goldbach nach Sankt Petersburg kündigte Euler seine Entdeckung eines fundamentalen Zusammenhangs zwischen wichtigen Größen eines konvexen Polyeders an. Seine Entdeckung war die Formel {\displaystyle E-K+F=2} bezüglich Anzahl der Ecken (E), Kanten (K) und Flächen (F) eines konvexen Polyeders, eines planaren Graphen. Dieser Satz wird heute als Eulerscher Polyedersatz bezeichnet.

Wohl der prominenteste konvexe Polyeder ist der Würfel: Er hat 8 Ecken, 12 Kanten und 6 Flächen, es gilt 8 – 12 + 6 = 2
Ein Dodekaeder hat 20 Ecken, 30 Kanten und 12 Flächen. Es gilt 20 – 30 + 12 = 2
Ein Ikosaeder hat 12 Ecken, 30 Kanten und 20 Flächen. Es gilt, ähnlich wie links, 12 – 30 + 20 = 2

Acht Jahre nach seinem Brief, 1758, veröffentlichte er zwei Arbeiten zu dem Thema. Die erste enthielt seine Entdeckung, die zweite einen Beweisversuch. Eulers Beweis, in dem er die untersuchten Objekte in einzelne Tetraeder zerlegen wollte, enthielt jedoch nach heutigem Maßstab an Strenge einen Fehler. Diese Lücke wurde 1924 durch Henri Lebesgue hervorgehoben.
Euler erhoffte sich mit seiner Arbeit alle Polyeder klassifizieren zu können, erreichte dieses Ziel jedoch nicht. Nach Veröffentlichung der beiden Arbeiten wandte er sich dem Thema nicht mehr zu.
Die Konstante im Eulerschen Polyedersatz wird heute als Euler-Charakteristik des Graphen (oder eines anderen mathematischen Objekts) bezeichnet und steht mit dem mathematischen Geschlecht des Objekts direkt in Zusammenhang. Der erste lückenlose Beweis des Polyedersatzes gelang erst Adrien-Marie Legendre. Die Untersuchung und Verallgemeinerung dieser Formel, insbesondere durch Cauchy und L’Huilier, markiert den Beginn der (algebraischen) Topologie.

### Graphentheorie

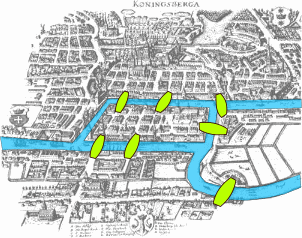
Königsberg zur Zeit Eulers: Sieben Brücken führen über den Pregel.

Im Jahr 1735 (1741 veröffentlicht mit der Arbeit Solutio problematis ad geometriam situs pertinentis) präsentierte Euler eine Lösung für das Königsberger Brückenproblem.
Die Stadt Königsberg in Preußen lag am Fluss Pregel und umfasste zwei große Inseln, die durch sieben Brücken miteinander und mit dem Festland verbunden waren. Das Problem besteht darin, zu entscheiden, ob es möglich ist, einen Weg zu wählen, der jede Brücke genau einmal überquert und zum Ausgangspunkt zurückkehrt. Das ist nicht möglich, weil zu mindestens einem Landstück eine ungerade Anzahl an Brücken führt. Diese Bedingung ist bereits durch die zur zentralen Insel führenden Brücken erfüllt. Das Brückenproblem ist gleichbedeutend mit der Frage, ob es für den der Stadtkarte entsprechenden Graphen einen Eulerkreis gibt.
 →
 →

Diese Lösung gilt als der erste Satz der Graphentheorie, insbesondere der planaren Graphentheorie.

## Angewandte Mathematik

### Numerik und Differentialgleichungen

#### Euler-Maclaurin-Formel
Im Jahr 1732 entdeckte Euler die Formel
{\displaystyle \sum _{k=0}^{n}f(k)=\int _{0}^{n}f(t)\mathrm {d} t+{\frac {f(0)+f(n)}{2}}+\sum _{k=1}^{m}{\frac {B_{2k}}{(2k)!}}\left(f^{(2k-1)}(n)-f^{(2k-1)}(0)\right)+R_{m}}
mit den Bernoulli-Zahlen {\displaystyle B_{k}} und dem Restglied
{\displaystyle R_{m}={\frac {1}{(2m+1)!}}\int _{0}^{n}B_{2m+1}(t)f^{(2m+1)}(t)\mathrm {d} t.}
Dabei bezeichnen {\displaystyle B_{2m+1}(t)} Bernoulli-Polynome. Diese wurde unabhängig von ihm von Colin Maclaurin gefunden und trägt heute den Namen Euler-Maclaurin-Formel. Die Formel stellt einen Zusammenhang zwischen Summen {\displaystyle f(0)+f(1)+\cdots +f(N)} und dem Integral {\displaystyle \int _{0}^{N}f(x)\mathrm {d} x} her. Die hinteren Terme beinhalten die (höheren) Ableitungen von {\displaystyle f} an den Grenzstellen und sind bei geschickter (meist nicht zu hoher) Wahl von {\displaystyle m} meist schnell zu berechnen. Nützlich ist die Summenformel von Euler und Maclaurin dann, wenn die Summe sehr schwer, das Integral jedoch leicht zu berechnen ist. Zum Beispiel ist
{\displaystyle {\frac {1}{1^{2}}}+{\frac {1}{2^{2}}}+{\frac {1}{3^{2}}}+\cdots +{\frac {1}{N^{2}}}}
schwer allgemein zu berechnen, während die Rechnung
{\displaystyle \int _{1}^{N}{\frac {1}{x^{2}}}\mathrm {d} x=\left[-{\frac {1}{x}}\right]_{1}^{N}=1-{\frac {1}{N}}}
deutlich einfacher zu vollziehen ist (siehe auch: Integralrechnung und Stammfunktion) – zu beachten ist, dass die Summenformel auf keine bestimmten Grenzen festgelegt ist und somit auch bei 1 statt 0 beginnen kann. Beginnt man alternativ an einem großen Startwert {\displaystyle N}, ist somit {\displaystyle {\tfrac {1}{N^{2}}}+{\tfrac {1}{(N+1)^{2}}}+{\tfrac {1}{(N+2)^{2}}}+\cdots } ungefähr gegeben durch
{\displaystyle \int _{N}^{\infty }{\frac {1}{x^{2}}}\mathrm {d} x+\lim _{M\to \infty }{\frac {{\frac {1}{N^{2}}}+{\frac {1}{M^{2}}}}{2}}+\lim _{M\to \infty }\sum _{k=1}^{m}B_{2k}\left({\frac {1}{N^{2k+1}}}-{\frac {1}{M^{2k+1}}}\right)={\frac {1}{N}}+{\frac {1}{2N^{2}}}+\sum _{k=1}^{m}{\frac {B_{2k}}{N^{2k+1}}}.}
Andersherum kann mit der Summenformel ein (schwer zu berechnendes) Integral über diskrete Summen angenähert werden. Dementsprechend praktischen Nutzen zog Euler aus dieser Formel, um unendliche Reihen, die langsam konvergieren, schnell numerisch anzunähern. So gab er gute Näherungen für die Werte {\displaystyle \zeta (3)} und {\displaystyle \zeta (4)} und fand {\displaystyle \zeta (2)} auf 20 Stellen genau:
{\displaystyle \zeta (2)=\sum _{n=1}^{\infty }{\frac {1}{n^{2}}}\approx 1{,}64493406684822643647.}
Hätte Euler stattdessen für eine solche Präzision „naiv“ die Terme {\displaystyle {\tfrac {1}{n^{2}}}} summiert, wäre der Zeitaufwand mit 20 Sekunden pro Summand bei etwa 63 Billionen Jahren gelegen. Erwiesenermaßen etablierte Eulers ursprüngliche Methode der Berechnung von {\displaystyle \zeta (n)} für höhere Werte von {\displaystyle n} die numerische Mathematik als ein neues Forschungsgebiet.

#### Explizites Euler-Verfahren
Während des siebzehnten und achtzehnten Jahrhunderts unternahmen Mathematiker ernsthafte Versuche, gewöhnliche Differentialgleichungen in Form von elementaren Funktionen und Quadraturen zu lösen. Als diese Methoden scheiterten, lösten sie Gleichungen mit Hilfe unendlicher Reihen und mit numerischen Methoden. Im Jahre 1768 entwickelte Euler ein einfaches Finite-Differenzen-Verfahren zur numerischen Lösung einer gewöhnlichen Differentialgleichung
{\displaystyle {\frac {\mathrm {d} y}{\mathrm {d} x}}=f(x,y)}
mit der gegebenen Anfangsbedingung {\displaystyle y(x_{0})=y_{0}}. Mit einer einheitlichen Schrittweite {\displaystyle h} zwischen den Punkten {\displaystyle x_{0},x_{1},x_{2},\dotsc }, konstruierte Euler die Punkte {\displaystyle x_{n+1}=x_{0}+(n+1)h=x_{n}+h,} mit {\displaystyle n=0,1,2,\dotsc }, und erhielt dann die Formel
{\displaystyle y_{n+1}=y_{n}+hf(x_{n},y_{n})=y_{n}+hy_{n}'+O(h^{2}).}
Hierbei bezeichnet {\displaystyle O(h^{2})} die O-Notation von Landau und bedeutet in diesem Falle, dass das Fehlerrauschen jenseits {\displaystyle y_{n}+hy_{n}'} im rechten Ausdruck im Wesentlichen durch die „winzige“ Zahl {\displaystyle h^{2}} nicht überschritten wird. Falls {\displaystyle f(x,y)} stetig ist, dann konvergiert die Folge der Euler-Polygonlinien gleichmäßig mit {\displaystyle h\to 0} zu der unbekannten Funktion {\displaystyle y(x)} auf einem ausreichend kleinen geschlossenen Intervall, das {\displaystyle x_{0}} enthält.

### Euler-Winkel

Drehung eines Körpers als Folge von drei einzelnen Drehungen um seine Körperachsen.
Eigenes Koordinatensystem: rot
festes Referenzsystem: blau

Nach ihm sind auch die bedeutenden Euler-Winkel benannt. Es handelt sich dabei um ein Tripel aus Winkeln, mit denen die Orientierung (Drehlage) eines festen Körpers im dreidimensionalen euklidischen Raum beschrieben werden kann. Eine algebraische Beschreibung, mit der die Drehlage von beliebigen Punkten berechnet werden konnte, wurde erst ab 1775 von Euler in zunehmender Tiefe formuliert. In der ersten Arbeit zeigte er, dass die neun Elemente der Abbildungsmatrix (welche die Drehung beschreiben) wegen der Längentreue einer Bewegung nicht unabhängig voneinander sind, sondern durch nur drei voneinander unabhängige Winkel festgelegt werden, der Euler-Winkel.
In der Aerodynamik von Flugzeugen werden bis heute die Euler-Winkel verwendet. Dabei ist es Praxis, ein erdfixes Koordinatensystem zu verwenden, um die Position und Orientierung eines Flugzeugs relativ zur Erde zu beschreiben. Da es sich bei dem Koordinatensystem nicht um ein kartesisches System handelt, ergeben sich in der Regel aber einige Probleme bei der Formulierung der Flugzeugdynamik. Durch weitere Differenzierung kann dem begegnet werden. Während die Position des Flugzeugs am besten mittels eines erdfixen Koordinatensystems beschrieben werden kann, werden die Komponenten des Trägheitstensors in der Bewegungsgleichung am besten mittels eines Koordinatensystems beschrieben, welches das Gravizentrum des Flugzeugs als Ursprung hat. Die Orientierung eines Flugzeugs relativ zur Erde kann nun mit den sogenannten Euler-Winkeln beschrieben werden. Daher ist es notwendig, die Transformation zwischen den beiden oberen Koordinatensystemen mittels der drei Eulerwinkel-Drehungen abzuleiten.

### Lotterien
Euler beschäftigte sich auch mit Lotterien. 1749 trat ein italienischer Geschäftsmann namens Roccolini an Friedrich den Großen, den damaligen König von Preußen, mit dem Vorschlag heran, ein Lotteriesystem einzuführen, bei dem fünf Zahlen von 1 bis 90 gezogen werden sollten. Der König sandte den Vorschlag an seinen wissenschaftlichen Berater Euler mit der Bitte um eine mathematische Überprüfung bezüglich der Einführung einer staatlichen Lotterie in Deutschland. Auf den königlichen Wunsch hin interessierte sich Euler sehr für die Analyse der verschiedenen Aspekte des genuesischen Lotteriesystems und entwickelte ein verbessertes Lotteriesystem, nachdem er bei der Analyse dieses Glücksspiels kombinatorische Fragen angesprochen hatte. In der Folge wurde die Berliner Lotterie 1763 in Deutschland gegründet.
Im selben Jahr, in dem Preußen sein erstes Lotto veranstaltete, verlas Euler vor der Berliner Akademie eine Arbeit mit einer detaillierten und allgemeinen Analyse dieses Lottos. Eulers Arbeit wurde posthum veröffentlicht. Eines der grundlegenden Ergebnisse, die Euler erzielte, bestand darin, eine Formel für die Gewinnwahrscheinlichkeit der Wette zu finden, bei der r aus t gezogenen Zahlen bei einer Gesamtzahl von n richtig erraten werden müssen. Seine Formel lautete:
{\displaystyle \prod _{j=1}^{r}{\frac {t-j+1}{n-j+1}}}
Anhand dieser Wahrscheinlichkeitsberechnungen berechnete Euler drei praktische Szenarien für die Auszahlungen auf alle Wetten und berücksichtigte dabei die Möglichkeit, einen Gewinn für die Lotterieveranstalter zu erzielen.

### Bevölkerungswachstum
Im Jahr 1907, fast 125 Jahre nach Eulers Tod, verwendete Alfred J. Lotka Eulers Arbeit Recherches générales sur la mortalité et la multiplication du genre humain um die Euler-Lotka-Gleichung zur Berechnung von Bevölkerungswachstumsraten abzuleiten. Dabei handelt es sich um eine grundlegende Methode, die in der Populationsbiologie und -ökologie bis heute verwendet wird.

## Physik

### Mechanik
Eulers Abhandlungen zur Mechanik lassen sich, entsprechend seinem „Programm“, in folgende Bereiche einteilen: Grundlagen der Mechanik (Aufbau und Struktur der Materie, Kraft und Kraftmaß, Prinzipien der Mechanik), Mechanik materieller Punkte, Mechanik starrer, Mechanik biegsamer nicht elastischer, Mechanik elastischer, Mechanik flüssiger sowie Mechanik gasförmiger Körper. In Schriften wie Mechanica, sive motus scientia analytica exposita (1736), Découverte d’un nouveau principe de mécanique (1752) und Theoria motus corporum solidorum seu rigidorum (1765) wandte Euler dabei die Mathematik auf Fragen der Physik an. Laut Clifford Truesdell „tragen in der Tat nur wenige Werke so viel zur Mechanik bei“ wie die zweit genannte Arbeit.

#### Analytische Mechanik: das Prinzip der kleinsten Aktion
Euler versteht die analytische Behandlung der Mechanik nach dem Prinzip der kleinsten Aktion als eine Umwandlung der Mechanik in ein theoretisches Wissen a priori. Es könne hingegen die synthetische Mechanik, die mit geometrischen Veranschaulichungen a posteriori operiert, nicht ersetzen. Das formuliert Euler folgendermaßen:

„Weil ja alle Wirkungen der Natur einem gewissen Gesetz des Maximums oder Minimums folgen, besteht kein Zweifel, dass bei gekrümmten Linien, welche bewegte Körper, wenn sie von irgendwelchen Kräften beunruhigt werden, beschreiben, eine gewisse Eigenschaft des Maximums oder Minimums auftritt. Welche diese Eigenschaft aber ist, scheint aus metaphysischen Prinzipien a priori nicht so leicht zu bestimmen; weil es aber möglich ist, diese Kurven selbst mit Hilfe der direkten Methode zu finden, wird daher, nachdem entsprechende Aufmerksamkeit walten gelassen wurde, das selbst, was in diesen Kurven ein Maximum oder Minimum ist, gefolgert werden können. Es muss aber hauptsächlich der Effekt betrachtet werden, der aus den wirkenden Kräften entsteht […]. [Hingegen] wird es sogar, nachdem ihre Gültigkeit aufgezeigt worden ist, leichter sein, nach tieferen Naturgesetzen und den Zweck betreffenden Gründen zu suchen und dieses Versicherte mit strengsten Begründungen zu untermauern.“

Die analytische Herangehensweise an die Mechanik und Physik ist damit eine rückwärts gerichtete Absicherung, um das Erforschen der kausalen mechanische Ursachen in der Natur mit ihren Zweckursachen, die für Euler (wie schon für Leibniz und Maupertuis) a priori gültig und evident sind, zu vereinbaren.
Formal handelt es sich nach Euler und allen Mathematikern nach ihm um eine mathematische Variationsaufgabe: Es ist diejenige Bahnkurve zu finden, bei der immer die Aktionsgröße ein Minimum bildet. Das ist das Minimalprinzip der kleinsten Aktion, formal
{\displaystyle \delta \int _{P_{1}}^{P_{2}}mv\,ds=0}.
Euler gelingt es, verschiedene grundlegende Sätze der Mechanik aus diesem Prinzip der kleinsten Aktion zu deduzieren. Unter anderem die Bahnkurven von Wurfprojektilen und das Zentralkraftproblem werden behandelt. Euler zeigt, wie dort auf einfache Weise auf die Newtonschen Kraftkomponenten geschlossen werden kann.
Einige Wissenschaftshistoriker sehen in Eulers eigenem, nachträglichen Behandeln von Kurven den Grund, weshalb er sein Minimalprinzip der kleinsten Aktion nicht an den Anfang der gesamten Mechanik stellt, auch später nicht, als er bereits die analytischen Gesetze hierfür gefunden hat. Es schien für einen Mathematiker wie Euler als zu vage und unverständlich, wie das mathematische Instrument auf einem metaphysischen Prinzip a priori beruhen könne. Im analytischen Aufbau ist hingegen das Prinzip der kleinsten Aktion, zum Anfang der Mechanik zu zählen.
Euler selbst beanspruchte keine Priorität in der Aufstellung des metaphysischen Aktionsprinzips, dessen Begriff und allgemeine Formulierung er seinem Amtskollegen in Berlin P. L. M. de Maupertuis vollständig zuerkannte. In ihrer mathematischen Umsetzung auf die Theorie der Kurven behauptet Euler hingegen für sich eine Originalität.
Dieser analytische Teil, die Beschränkung des Prinzips auf mathematische Fragen, ist auch derjenige, der von kommenden Mathematikern zugebilligt und weiter verfolgt wurde. Allen voran sind dabei J.-L. Lagrange und C. G. Jacobi zu nennen. Jacobi selbst hat Eulers Prinzip der kleinsten Aktion (oder Wirkung) später zeitunabhängig formuliert.

#### Punktmechanik
Eulers Mechanikschrift von 1736 ist vorwiegend der Punktmechanik gewidmet. Die Besonderheit ihres Aufbaus ist, dass im Anschluss an die mechanischen Prinzipien, die nach Newtonscher Art formuliert sind, der jeweilige Objektbereich durch algebraische Zusatzannahmen definiert wird. Die Zusatzannahmen bestimmen die Art der Kraft-Funktion {\displaystyle F(dm,s,v)}.
Damit kommt Euler je nach Kraftfunktion auf unterschiedliche Differentialgleichungen, die zugleich den Gegenstandsbereich definieren: Punktmassen im Raum unter Einwirkung von Zentralkräften, Berücksichtigung von weiteren Reibungskräften, periodische Bewegungsabläufe usw.
So formuliert Euler auch die differentielle Keplergleichung als Folgerung aus allgemeinen Annahmen über die Zentripetalkraft. Euler deduziert die zentrale Differentialgleichung in der damals von Johann Bernoulli und John Keill eingeführten Darstellung durch eine Fußpunktkurve (englisch pedal curve):
{\displaystyle P\,dr={\frac {h^{2}}{p^{3}}}\,dp}.
In der heutigen Fassung entspricht das einer Phasenraum-Darstellung, bestehend aus dem Größenpaar {\displaystyle (r,p)} des zentralen Radius {\displaystyle r} und des tangential gerichteten Bahnimpulses {\displaystyle p}. Auf diese Weise vereinheitlicht Euler verschiedene Themengebiete der Mechanik durch algebraische oder analytische Umformulierungen.
Im zweiten Teil der Mechanica (1736) werden entsprechend Bewegungen des mathematischen Pendels untersucht, erstmals auch mit endlicher Amplitude.

#### Mechanik starrer Körper
Euler bemerkte, dass die damals allgemein akzeptierten Prinzipien der Mechanik nicht ausreichten, um das Problem der Bewegung eines starren Körpers in voller Allgemeinheit zu lösen. Der Drehimpulssatz (um eine raumfeste Achse) findet sich – implizit formuliert – bereits in Eulers Manuskript von 1734 zu seiner Mechanica sowie in seiner 1738 verfassten, aber erst 1749 publizierten Scientia navalis. Zum ersten Mal hergeleitet wurde der Drehimpulssatz (bezüglicher einer raumfesten Achse) für Systeme diskreter Massenpunkte in einer Abhandlung Eulers über die Bewegung der Mondknoten, die Euler 1744 der Berliner Akademie der Wissenschaften präsentierte und 1750 publizierte. Am 3. September 1750 las er vor der Berliner Akademie ein Mémoire, in dem er das Prinzip „Kraft gleich Masse mal Beschleunigung“ im Kontext der Eulerschen Gleichung der Starrkörper-Rotation als eigene und neue Entdeckung vorstellte. Jedoch erst 1775 publizierte Euler den Drehimpulssatz in seiner allgemein gültigsten Form als unabhängiges neues mechanisches Prinzip. Aus einer Idee Johann Bernoullis in dessen Werk Hydraulica und aus der Anwendung eines Schnittprinzips an einem infinitesimal kleinen Volumenelement gewann Euler den Impulssatz der Mechanik,
{\displaystyle \mathrm {d} {\vec {K}}=\mathrm {d} m\cdot {\frac {\mathrm {d} ^{2}{\vec {x}}}{\mathrm {d} t^{2}}}}
also das heute so geläufige „Kraft = Masse × Beschleunigung“, das auch als Grundgleichung der Translationsbewegung bekannt ist. Das Gesetz wird bis heute namentlich Newton zugeschrieben (als das 'Zweite Newtonsche Axiom'), findet sich in dieser Form dort aber nicht. Den differentiellen Charakter des Gesetzes für die drei räumlichen Dimensionen und seinen Unterschied zu den Gesetzen bei Drehbewegungen dargestellt zu haben (siehe unten den Eintrag zu „Technische Mechanik“) ist der Verdienst Eulers.
Eulerkraft
In seinem dritten, späten Hauptwerk zur Mechanik, der Theoria Motus Corporum Solidorum et Rigidorum, erstmals 1765 erschienen, entwickelt Euler einen neuartigen, elementaren Ansatz zur Begründung sämtlicher Kraftwirkungen auf ausgedehnte Körper mit starren Verbindungen, der sich von der Newtonschen Kraftdynamik für Punktmassensysteme abgrenzt. Konzeptuell entspricht Eulers Ansatz der Anwendung des Prinzips nach d’Alembert, das von der Statik eines Körpersystems ausgeht und für dynamische Einwirkungen verallgemeinert wird. Er besagt in Kurzform:

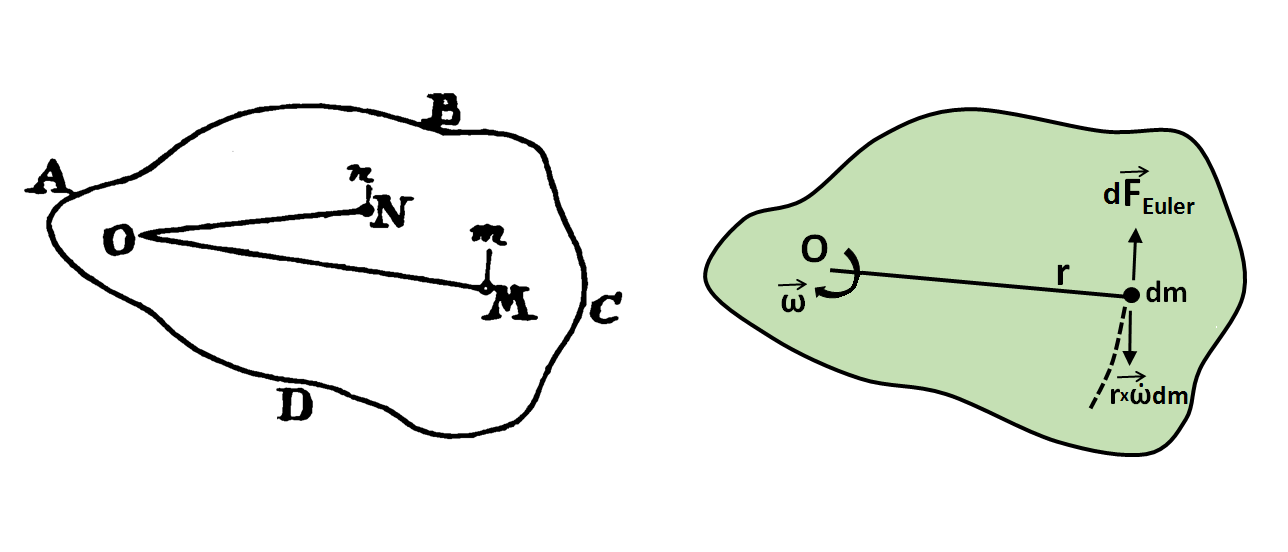
Veranschaulichung der Eulerkraft: links anhand der Darstellung in Euler (1765), E289, und rechts rekonstruiert

Bei jeder infinitesimalen Rotation eines Körpers um eine feste Achse, die nicht durch den Massenmittelpunkt des Körpers verläuft, wird ein dynamisches Gleichgewicht der Drehmomente auf jedes Massenelement {\displaystyle \mathrm {d} m} des Körpers erzeugt. Die verlorene, kompensierende Trägheitskraft tritt dabei in Form der Eulerkraft {\displaystyle \mathrm {d} {\vec {F}}_{\mathrm {Euler} }} auf, deren Betrag {\displaystyle \mathrm {d} F_{\mathrm {Euler} }=\mathrm {d} m\cdot {\dot {\omega }}\cdot r} ist.
Ausgehend von dieser „elementaren“ Kraft gelingt Euler die Verallgemeinerung für beliebige starre Körper, indem er über die jeweils wirkenden statischen Flächenmomente integriert. Daran schließt sich in den darauffolgenden Kapiteln der Theoria Motus ein erstmals systematischer Stand der Mechanik starrer Körper an. Zu der damaligen Zeit gehörten vor allem folgende Bereiche dazu: der Schwerpunktsatz, der allgemeine Momentensatz, eine allgemeine Theorie der Trägheitsmomente, die Theorie des Schwingungsmittelpunktes und die Kreiseltheorie.
Eulers Verfahren, die gesamte Mechanik der starren Körper aus der Elementarkraft {\displaystyle \mathrm {d} {\vec {F}}_{\mathrm {Euler} }} zu entwickeln, konnte sich in den darauffolgenden Mechanikwerken nicht durchsetzen. Schon frühzeitig etablierte sich vielmehr die Lagrangesche Fassung des d’Alembertschen Prinzips, nach der die Eulerkraft nur als abgeleitete Größe, die aus Zwangs- oder Führungskräften gebildet wird, vorkommt.
Die heutige Bezeichnung als Eulerkraft für den verallgemeinerten, vektoriellen Kraftterm
{\displaystyle {\vec {F}}_{\text{Euler}}=-m\cdot {\frac {\mathrm {d} {\vec {\omega }}}{\mathrm {d} t}}\times {\vec {r}}}
geht hingegen erst auf C. Lanczos zurück, der damit eine Bezeichnungslücke in der Mechanik schließen und Euler auf diesem Gebiet eine weitere Ehre erweisen wollte.

#### Strömungsmechanik

Strömung um einen Tragflügel. Diese inkompressible Strömung genügt den Euler-Gleichungen.

Historisch gesehen wurden im 18. Jahrhundert von Jean d’Alembert, Daniel Bernoulli, Alexis Clairaut und Joseph Lagrange beträchtliche Fortschritte in der theoretischen Strömungsmechanik erzielt. Unter diesen großen Mathematikern leistete Euler die grundlegendsten Beiträge zur Strömungsmechanik, indem er seine berühmten Bewegungsgleichungen, die Euler-Gleichungen der Strömungsmechanik, aufstellte.
Eulers Hauptwerk auf dem Gebiet der Strömungsmechanik beruhte im Wesentlichen auf der Kontinuumshypothese und den Newtonschen Bewegungsgesetzen. Seine Arbeit bildet die Grundlage der mathematischen Theorie der Strömungsmechanik, die von seiner Entdeckung der Variationsrechnung sowie partieller Differentialgleichungen umfasst war. Er leistete grundlegende Beiträge zur Hydrostatik und Hydrodynamik in der Zeit von 1752 bis 1761 und veröffentlichte 1757 mehrere wichtige Artikel in diesen Bereichen in der Mémories de l’Academie des Sciences de Berlin. Der erste dieser Artikel befasste sich mit den grundlegenden allgemeinen Konzepten, Prinzipien und Gleichgewichtsgleichungen von Flüssigkeiten. Die zweite und die dritte Arbeit beschäftigten sich im Wesentlichen mit der Massenerhaltungsgleichung (oder der Kontinuitätsgleichung) und den nichtlinearen Euler-Bewegungsgleichungen kompressibler Flüssigkeitsströmungen. Anschließend formulierte er die Bewegungsgleichungen und die Kontinuitätsgleichung für eine nichtviskose, inkompressible Flüssigkeitsströmung mit dem ersten Beweis des berühmten d’Alembertschen Paradoxons in einer nichtviskosen Flüssigkeitsströmung, die an einem starren Körper vorbeifließt.
Außerdem arbeitete Leonhard Euler in der Mechanik auf den Gebieten der Turbinengleichung und der Kreiseltheorie, in der er neben den Eulerschen Gleichungen die Euler-Winkel einführte. Er gilt als der Entwickler der weltweit ersten Wasserturbine. Eine Rekonstruktion der Eulerschen Turbine zeigte, dass ihr Wirkungsgrad von 71 % nur wenig unter dem moderner Turbinen (Stand 2015) liegt. Auch das technisch realisierbare Prinzip des Flügelradantriebs und der Schiffsschraube ist Euler zu verdanken.

#### Technische Mechanik
Die erste analytische Beschreibung der Knickung eines mit einer Druckkraft belasteten Stabes geht ebenfalls auf Euler zurück; er begründete damit die Stabilitätstheorie. Er half bei der Entwicklung der Euler-Bernoulli-Balkengleichung, die zu einem Eckpfeiler des Ingenieurwesens wurde.
Die zu den Grundlagen der Elastostatik gehörende Differentialgleichung vierter Ordnung, die in der Technischen Mechanik auch als mathematischer Ausdruck der Biegelinie bekannt ist, kann in der Form
{\displaystyle k\cdot w''''(x)=q(x)}
bereits in der Schrift Euler (1740) gefunden werden. Dabei sind w in der Bedeutung der Durchbiegung und q in der Bedeutung einer Streckenlast (‚differentiellen Querkraft‘) bereits in Eulers Original ersichtlich, und k, das heute allgemein das Produkt {\displaystyle k=E\cdot I} (Elastizitätsmodul mal Flächenmoment) bezeichnet, ist eine unbestimmte elastische Kraft.
Bemerkenswert ist, dass Euler in dieser und anderen Schriften aus der Phase seines Schaffens zwischen 1734 und 1740 Resultate zur technischen Mechanik entwickelt, die aus einer neuen und verallgemeinerten Theorie des Schwingungsmittelpunktes entstanden sind. Der Übergang zu elastischen Kontinua wird dabei als Variationsaufgabe am starren Körper verstanden und informell umgesetzt.
Das gilt auch für eine detaillierte Auseinandersetzung mit mechanischen Problemen zur Verbesserung von Ankerwinden, die auch aus dieser früheren Phase der Veröffentlichungen stammt. In der für ihn typischen Herangehensweise, die rein technische Fragestellung auf das Grundlegende der physikalischen Prinzipien zu bringen, nahm Euler die Preisfrage der Pariser Académie des sciences von 1737 zum Anlass, um sich der technischen Verbesserung aller Einfachen Maschinen mit Drehwirkung zuzuwenden. Die mit dem zweiten Preis ausgezeichnete Auseinandersetzung Euler (1741) umfasst gleich mehrere Neuerungen für die damalige Mechanik:
- das erste Auftreten der dynamischen Wellrad- oder Winden-Formel, einschließlich der Berücksichtigung von Reibungsverlusten.[163]
- auf der Grundlage dieser Formel eine umfassende Behandlung der Extremwert-Kriterien der Analysis zur technischen Realisierung der besten Maße einer Ankerwinde.[164]
- eine Beurteilung Eulers über den lückenhaften Zustand der damaligen Mechanik. Es ermangele ihr an zureichenden Prinzipien für die dynamische Beschreibung von Maschinen. Damit wandte Euler sich insbesondere momentaner Rotation in analytischen Begriffen zu.[165]
- eine allgemeine Untersuchung von Drehmomenten und ihr Zusammenhang zu dem von Euler so genannten ‚Moment der Materie‘, welches später das Trägheitsmoment {\displaystyle I} bedeuten wird. Damit verbunden tritt erstmals die Grundgleichung der Drehbewegung als betragsmäßiges Gesetz „Drehmoment = Drehbeschleunigung × Trägheitsmoment“ auf, kurz
 {\displaystyle M=\alpha \cdot I.}
 Die Schrift erklärt diesen Zusammenhang gleichfalls als ein neu entdecktes ‚Prinzip der Mechanik‘ und diskutiert die formal beachtliche ‚Analogie ‘ zum Grundgesetz der Translationsbewegung.[166]
- nicht zuletzt das Bekenntnis Eulers zu einem ganzheitlichen Bild von den Wissenschaften, an deren Spitze mathematische Erkenntnisse stehen. Wenn nach Euler ein Unterschied zwischen Mathematik und ihren technischen Anwendungen bestehen würde, worauf auch manche Preisfragen der Königlichen Akademie hindeuten, so wäre dies ein künstlich hergestellter und ein für die Förderung des Zusammenhalts aller Wissenschaften unwesentlicher. Mechanik ist (nach damaligem Verständnis) angewandte Mathematik.[167] Vielmehr sind die technischen Bereiche mit den theoretischen Methoden der Analysis und Geometrie zu verknüpfen, um in der technischen Konstruktion gesicherte Aussagen zu gewinnen. Eine technische Mechanik musste nach Eulers Verständnis zugleich auch allgemeine, mathematische Mechanik sein.

Zur letztgenannten Neuerung formuliert Euler:

„Und vielleicht wird man nur eine rein mechanische Lösung erwarten, die von allen mathematischen Prinzipien enthoben ist und die man nur einer glücklichen Fügung zu verdanken hätte. Denn tatsächlich sind bis heute diese Art von Maschinen dem Zufall und der Erfahrung zu verdanken, so dass die Wissenschaft daran nahezu nichts beigetragen haben dürfte. […] Man muss [dieses Thema] aber als eines mit größter Auswirkung auffassen und annehmen, dass die geforderte Lösung nicht nur auf die gewöhnliche Mechanik Einfluss nimmt, sondern dass sie ferner erheblich unsere Erkenntnisse überhaupt erweitert. Die Künste und die Wissenschaften sind so eng miteinander vereint, so gemeinsam verbündet, dass jene nur in dem Maße bereichert werden können wie sich diese vervollkommnen.“

#### Die Euler-Jacobi-Gleichung
Für die erst noch sich in der Entstehung befindende analytische Mechanik hatte Eulers zweiter Ergänzungsteil Additatementum 2: De motu projectorum in medio non resistente besondere Beachtung unter den Mathematikern seiner Zeit und deren Nachfolgern erhalten. Denn hier hat Euler eine neue, rein analytisch zu nennende Herangehensweise an die gesamte Mechanik mitgegeben.
Mit Berufung auf die Aktionsgröße, die nach Eulers Auffassung von P. L. M. de Maupertuis in die Mechanik und in die neuzeitliche Naturphilosophie als grundlegende Größe eingeführt wurde, erklärt er dort schließlich, dass der jeweils naturgemäße Kurvenverlauf {\displaystyle y(x)} stets so bestimmt ist, dass das Aktionsfunktional
{\displaystyle A[y]:=\int _{P_{1}}^{P_{2}}m\cdot v\,\cdot ds}
zwischen den Punkten {\displaystyle P_{1}} und {\displaystyle P_{2}} ein Minimum bildet. Formal dargestellt heißt das:
{\displaystyle \delta A[y]=0}.
Euler spezifiziert dort dessen Bedeutung für die Bestimmung von mechanischen Kurven, seien es nun Kurvenverläufe von Elastika oder aber Bahnkurven von punktmechanischen Projektilen, wie sie in der Ballistik behandelt werden.
Unter Berufung auf den mechanischen Energieerhaltungssatz {\displaystyle E+U=H}, wobei {\displaystyle E} die kinetische Energie, {\displaystyle U} die potenzielle Energie und {\displaystyle H} die Gesamtenergie bezeichnet, fasste C. G. J. Jacobi das Prinzip später differenzierter, insofern er das Funktional zeitunabhängig über den kinetischen Anteil {\displaystyle E} formulierte. Es handelt sich um die heute so genannte Euler-Jacobi-Gleichung
{\displaystyle \int _{P_{1}}^{P_{2}}{\sqrt {2m(H-U)}}\,ds} = Minimum.
Jacobi zeigt sich an vielen Stellen seiner Schriften beeindruckt von Eulers Pionierleistung auf diesem Gebiet der Mathematisierung der Mechanik und Physik durch das Prinzip der kleinsten Wirkung. Von ihm stammt folgende Einschätzung:

„Das Wichtigste an der Methodus inveniendi ist ein kleiner Anhang, in welchem gezeigt wird, wie bei gewissen Problemen der Mechanik die Kurve, die der Körper beschreibt, ein Minimum gibt; es wird indes nur ein Körper angenommen, der sich in einer Ebene bewegt. Allein aus diesem Anhang ist die ganze analytische Mechanik entsprungen. Denn bald nach seiner Erscheinung trat Lagrange, nach Archimedes vielleicht das größte mathematische Genie, 20 Jahre alt, mit seiner analytischen Mechanik auf … Indem er Eulers Methode verallgemeinerte, kam er auf seine merkwürdigen Formeln, wo in einer einzigen Zeile die Auflösung aller Probleme der analytischen Mechanik enthalten ist.“

### Astronomie
Abgesehen von der erfolgreichen Anwendung seiner analytischen Werkzeuge auf Probleme der klassischen Mechanik wandte Euler diese auch in der Astronomie an – diese Arbeiten wurden im Laufe seiner Karriere durch eine Reihe von Preisen der Pariser Akademie anerkannt. Zu seinen Errungenschaften gehören die genaue Bestimmung der Bahnen von Kometen und anderen Himmelskörpern, das Verständnis der Natur von Kometen und die Berechnung der Sonnenparallaxe. Seine Berechnungen trugen zur Entwicklung präziser Längengradtabellen bei.

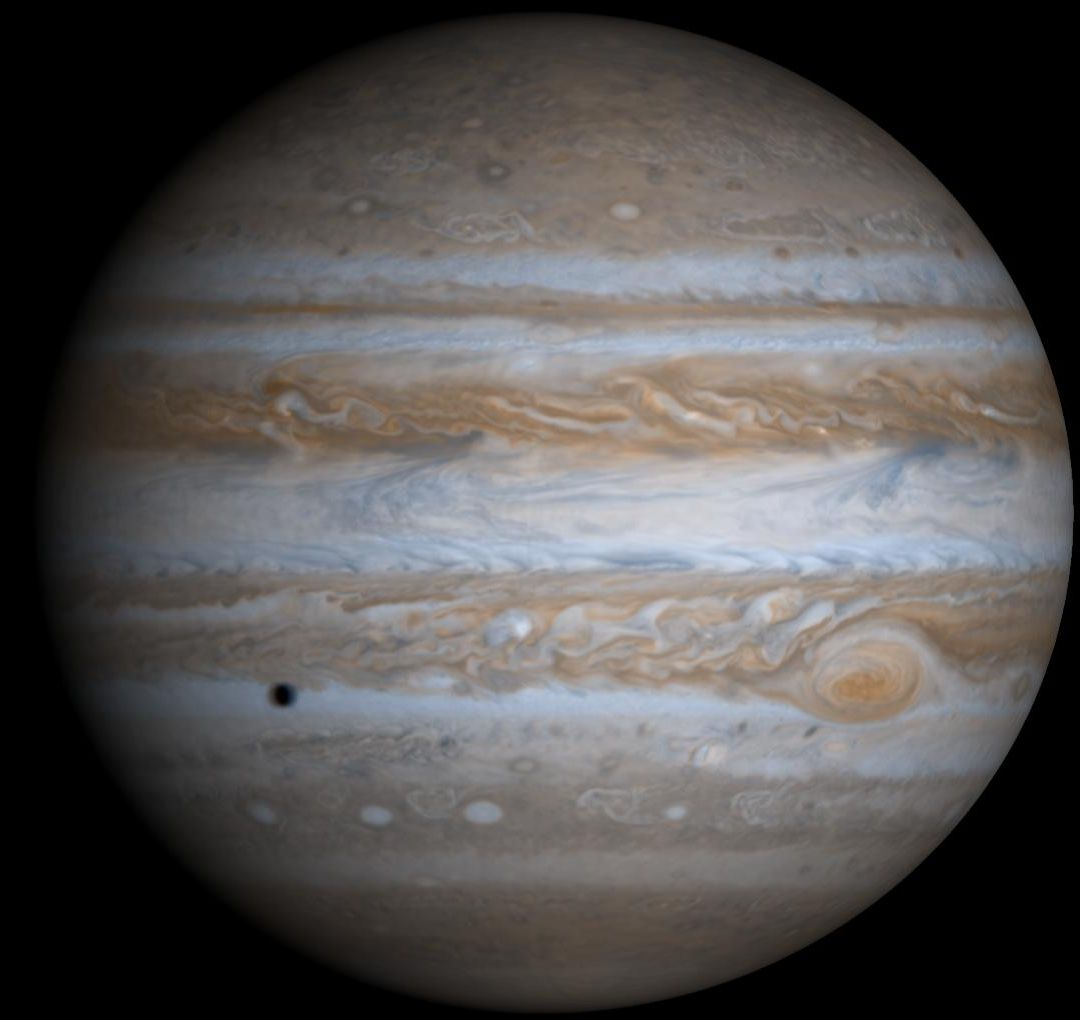
Jupiter

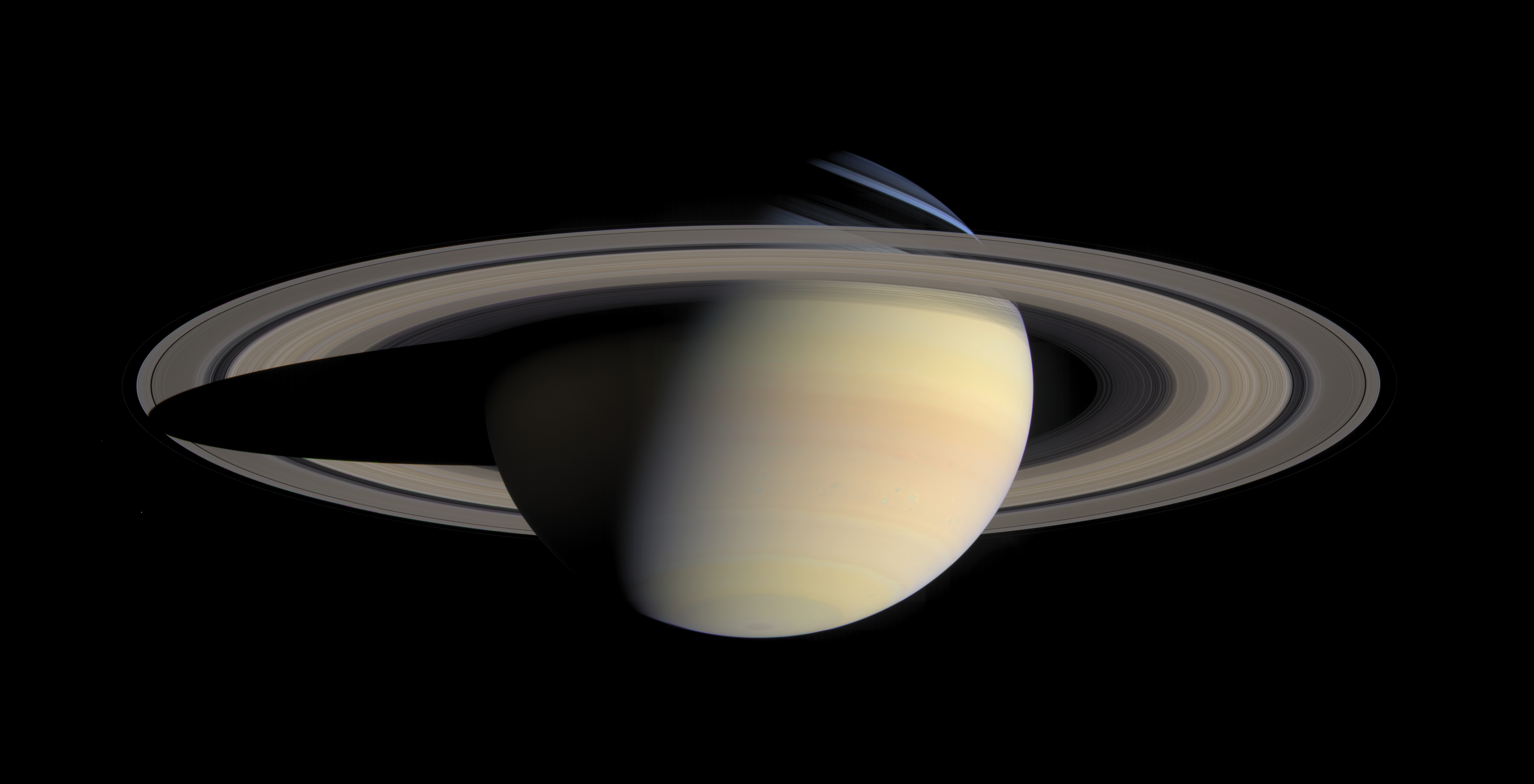
Saturn

Nach Victor J. Katz gilt es als gesichert, dass Euler der erste Mathematiker in Europa war, der das Kalkül der trigonometrischen Funktionen systematisch durchdrang. Er tat dies in Arbeiten, die ab 1739 erschienen. Die Bedeutung der trigonometrischen Funktionen wurde ihm einige Jahre später bewusst, als er anstrebte, bestimmte Differentialgleichungen zu lösen, insbesondere lineare Differentialgleichungen mit konstanten Koeffizienten. Die im Nachhinein offensichtliche Tatsache, dass die Rechnung mit trigonometrischen Funktionen ein Schlüssel zum Verständnis „periodischer Phänomene“, einschließlich der Bewegungen von Planeten und Satelliten, ist, scheint für die Astronomen vor Euler nicht offensichtlich gewesen zu sein. Euler war der erste, der sich mit der Formulierung und Lösung des Störungsproblems beschäftigte – dem Schlüsselproblem, das formuliert und gelöst werden musste, wenn das Newtonsche Gravitationsgesetz als Grundlage für die Planeten- und Mondtheorie etabliert werden sollte.
Mit dem Kalkül der trigonometrischen Funktionen in der Hand konstruierte er eine Reihe von Mondtabellen. Diese wurden 1746 in seinem Opuscula varii argumenti veröffentlicht. Eulers erster Versuch, mit den planetarischen Störungen fertig zu werden, erfolgte als Reaktion auf den Preiswettbewerb der Pariser Akademie von 1748. Der Preis wurde ausgeschrieben für „eine Theorie von Jupiter und Saturn, die die Ungleichheiten erklärt, die diese Planeten in ihren Bewegungen gegenseitig zu verursachen scheinen, insbesondere über den Zeitpunkt ihrer Konjunktion“. Newton hatte in seiner Principia von „einer Störung der Umlaufbahn des Saturn in jeder Konjunktion dieses Planeten“ geschrieben, „die so empfindlich ist, dass die Astronomen darüber ratlos sind“. Als Reaktion auf die Ankündigung des Preisausschreibens der Pariser Akademie für 1748 schrieb Euler zwei Memoiren, die beide Mitte 1747 fertiggestellt wurden. In der ersten, die Euler der Berliner Akademie vorlegte, leitete er die Differentialgleichungen für das Problem der Störungen ab. Die zweite, eine Ableitung der Störungen des Saturn durch Jupiter, wurde im Wettbewerb eingereicht und mit dem Preis ausgezeichnet, obwohl Euler es versäumte, die scheinbare Verlangsamung des Saturn oder die Beschleunigung des Jupiter zu erklären. Eulers Preisaufsatz überzeugte mit den innovativen Methoden, die er zur Bewältigung planetarischer Störungen einführte.

### Optik
In der Optik veröffentlichte er Werke zur Wellentheorie des Lichts und zur Berechnung von optischen Linsen zur Vermeidung von Farbfehlern. Er widersprach Newtons Korpuskeltheorie des Lichts in den Opticks, die damals vorherrschend war. Seine Arbeiten zur Optik aus den 1740er Jahren trugen dazu bei, dass die von Christiaan Huygens vorgeschlagene Wellentheorie des Lichts zur vorherrschenden Denkweise wurde, zumindest bis zur Entwicklung der Quantentheorie des Lichts.
Fast die Mehrzahl von Eulers Schriften zur Optik, im ganzen sieben aus fünfzehn, sind Fragen der Dispersion gewidmet. Dabei beschäftigte ihn unter anderem wiederholt die Frage, ob Rot oder Violett die größere Frequenz hat. Euler wechselte diesbezüglich seine Ansicht dreimal, jedes Mal auf Grund einer theoretischen Betrachtung, zu der ihn ein neues Experiment, von dem er hörte, veranlasst hatte. In der Nova theoria hatte noch Rot die größte Frequenz, in zwei späteren Arbeiten korrigierte er diese Ansicht unter anderem auf Grund seiner Theorie der Beobachtungen von Farben dünner Schichten. Dann aber wird er durch eine Betrachtung über die Elastizität von Metalllamellen wiederum auf die erste, falsche Ansicht zurückgeführt, um dann schließlich zur richtigen zurückzukehren.

### Ballistik
1745 übersetzte Euler das Werk New principles of gunnery des Engländers Benjamin Robins ins Deutsche. Es erschien im selben Jahr in Berlin unter dem Titel Neue Grundsätze der Artillerie enthaltend die Bestimmung der Gewalt des Pulvers nebst einer Untersuchung über den Unterscheid (sic) des Wiederstands (sic) der Luft in schnellen und langsamen Bewegungen. Seit Galilei hatten die Artilleristen die Flugbahnen der Geschosse als Parabeln angesehen, wobei sie den Luftwiderstand für vernachlässigbar hielten. Robins hat als einer der ersten Experimente zur Ballistik ausgeführt und gezeigt, dass die Flugbahn durch den Luftwiderstand wesentlich beeinflusst wird. Somit wurde dank Robins und mit Eulers Hilfe „das erste Lehrbuch der Ballistik“ geschaffen. Es wurde zum Beispiel in Frankreich (in französischer Übersetzung) als offizielles Lehrbuch in den Militärschulen eingeführt. Napoleon Bonaparte musste es als Leutnant studieren.

### Schiffbau
Weniger bekannt sind Eulers Arbeiten zum Stabilitätskriterium von Schiffen, in denen er das bereits erworbene, aber wieder verlorengegangene Wissen von Archimedes erneuerte. Die Scientia navalis, das bis weit ins 19. Jahrhundert vorgreifende Hauptwerk über das Schiffsingenieurwesen, erschien während der ersten Berliner Jahre.
Der erste Band definiert allgemeine Prinzipien der Hydrostatik und errichtet die erste Theorie der Trägheitsmomente ausgedehnter Körper, auf deren Grundlage das Stabilitätskriterium für Schiffsschwingungen analysiert wird. Im Ergebnis stimmen Eulers Ansatz über so genannte „rückführende Momente“,
{\displaystyle |{\vec {M}}|=h|{\vec {F}}_{G}|\cdot \sin \theta ,} und Bougers Ansatz über die Schwingung um das so genannte Metazentrum überein.

## Algebra

Das Bild zeigt die Teilung des Kreises in der komplexen Zahlenebene in fünf Abschnitte. Jeder eingezeichnete Punkt entspricht einer Lösung der Gleichung.

In der Algebra beschäftigte sich Euler unter anderem mit der expliziten Gestalt von Einheitswurzeln. Diese treten als Lösungen der Gleichungen {\displaystyle x^{n}-1=0} auf. Im 18. Jahrhundert galt es als wegweisende Problemstellung, die Lösungen dieser Gleichungen algebraisch geschlossen durch „Radikale“ auszudrücken. Auch Euler hatte in diesem Bereich Erfolge und löste die Einheitsgleichungen bis {\displaystyle n\leq 10}. Als technisch besonders schwierig gilt hierbei das Verfahren für {\displaystyle x^{7}-1=0}, das die Lösungen in Termen von Quadrat- und Kubikwurzeln ausdrückt.
Euler studierte intensiv Diophantische Gleichungen der Form {\displaystyle y^{2}=ax^{3}+b^{2}} und {\displaystyle y^{2}=ax^{2}+bx+c}, wobei {\displaystyle a,b,c} ganzzahlig sind und {\displaystyle a>0} keine Quadratzahl ist. In größerer Allgemeinheit untersuchte er Gleichungen des Typs
{\displaystyle Ax^{2}+2Bxy+Cy^{2}+Dx+Ey+F=0,}
bei denen die Diskriminante {\displaystyle \Delta =B^{2}-AC>0} keine Quadratzahl ist.
Euler arbeitete Näherungsmethoden für die Lösung numerischer Gleichungen aus und bearbeitete ferner – wahrscheinlich von Daniel Bernoulli angeregt – das Eliminationsproblem. So gelang ihm ein Beweis des bereits Newton bekannten Satzes, dass zwei algebraische Kurven vom Grad m bzw. n höchstens mn Schnittpunkte haben können. In diesem Zusammenhang gelangte er zum wichtigen Begriff der Resultante. In den beiden Abhandlungen E147 und E148 vom Jahre 1750 gab Euler eine stichhaltige Erklärung des sogenannten Cramerschen Paradoxons.
1770 brachte er das Buch Vollständige Anleitung zur Algebra heraus. Er erarbeitete eine Methode zur Lösung von quartischen Gleichungen. Euler bemerkte ebenfalls, dass sich quintische Gleichungen im Allgemeinen nicht mehr durch Radikale (also geschlossene Verkettungen von Wurzelausdrücken) auflösen lassen. Dieses Resultat wurde jedoch erst später durch Niels Henrik Abel und Évariste Galois bewiesen.

## Logik

Euler-Diagramm mit drei Mengen. Grün und Rot/Gelb sind disjunkt. Die Schnittmenge von Rot und Gelb ist die Menge.

Euler wird auch die Verwendung geschlossener Kurven zur Veranschaulichung der syllogistischen Argumentation zugeschrieben. Diese Diagramme sind als Euler-Diagramme bekannt geworden. In den Briefen 101 bis 108 (an eine deutsche Prinzessin), die im Februar und März 1761 verfasst wurden, werden die heute als Venn-Diagramme bezeichneten Diagramme vorgestellt, obwohl das eine falsche Bezeichnung ist. Diagramme für mathematische Darstellungen in der Logik tauchten in einigen Abhandlungen des achtzehnten Jahrhunderts zu diesem Thema auf, und es ist möglich, dass Johann Heinrich Lambert sie kurz vor Eulers Briefen verwendete. In den Briefen 101 und 102 betonte Euler die Notwendigkeit einer disziplinierten Sprache bei der Darstellung allgemeiner Ideen und ihrer Erweiterung; er verwendete Kreise in Diagrammen, um verschiedene Formen von Syllogismen und hypothetischen Propositionen zu erklären.
Ein Euler-Diagramm ist ein diagrammatisches Mittel zur Darstellung von Mengen und ihren Beziehungen. Euler-Diagramme bestehen aus einfachen geschlossenen Kurven (normalerweise Kreisen oder auch Ellipsen) in der Ebene, die jeweils Mengen darstellen. Jede Eulerkurve teilt die Ebene in zwei Bereiche oder „Zonen“: den inneren Bereich, der symbolisch die Elemente der Menge einschließt und darstellt, und den äußeren Bereich, der alle Elemente darstellt, die nicht zur Menge gehören (Komplement). Die Größen oder Formen der Kurven spielen dabei keine Rolle. Das Diagramm soll lediglich veranschaulichen, wie sie sich überlappen. Die räumlichen Beziehungen zwischen den von jeder Kurve begrenzten Bereichen (Überlappung, Eingrenzung oder keines von beiden) entsprechen mengentheoretischen Beziehungen (Schnittmenge, Teilmenge und Disjunktheit). Kurven, deren innere Zonen sich nicht schneiden, stellen disjunkte Mengen dar. Zwei Kurven, deren innere Zonen sich schneiden, repräsentieren Mengen, die gemeinsame Elemente haben (nicht-leere Schnittmenge): Die Zone innerhalb beider Kurven stellt dabei die Menge der Elemente dar, die beiden Mengen gemeinsam sind. Eine Kurve, die vollständig im Bereich einer anderen enthalten ist, stellt eine Teilmenge dieser dar.
Euler-Diagramme (und die allgemeineren Venn-Diagramme) wurden ab den 1960er Jahren im Zuge der Neuen Mathematik als Teil des Unterrichts in der Mengenlehre aufgenommen.

## Kartographie und Geodäsie
Großes Interesse legte Euler für astronomisch-geodätische und kartographische Fragen an den Tag, für deren Lösung bei der Petersburger Akademie der Wissenschaften auf Joseph-Nicolas Delisles Anregung eine neue wissenschaftliche Institution ins Leben gerufen wurde – das sogenannte Geographische Departement. Euler war dort als Delisles Helfer eine Reihe von Jahren tätig. Der Einblick in verschiedene Dokumente dieses Departements, vor allem in die Protokolle, brachte viele Einzelheiten über Eulers Tätigkeit auf dem Gebiet der Geodäsie und Kartographie zutage. So konnte z. B. festgestellt werden, dass Eulers Anstellung im Geographischen Departement durchaus seinen Wünschen und wissenschaftlichen Neigungen entsprach. Eulers erste Arbeit war die vom Senat angeforderte Karte von Russlands europäischen Grenzen. Am 2. September beriet sich Euler mit Delisle darüber, wie eine solche Karte am besten zu konstruieren sei. Euler beendete die Karte der europäischen Grenzen Russlands am 6. September 1736. Erst am 14. Oktober 1736 war die von Euler und Delisle gemeinsam begonnene Karte, nach Korrekturen des Adjunkten Wassili Jewdokimowitsch Adodurow, endgültig fertiggestellt.

## Mathematische Musiktheorie
Auch im Bereich der Musik beruhten Eulers Gedanken hauptsächlich auf der Mathematik: Er begründete eine auf mathematischen Gesetzen aufbauende Musiktheorie (unter anderem Tentamen novae theoriae musicae, 1739, Music mathématique, Paris 1865). Sein Modell des Tonnetzes wird noch heute bei Berechnungen zur reinen Stimmung verwendet. Obwohl seine Schriften über Musiktheorie nur einen kleinen Teil seiner Arbeit ausmachen (einige hundert Seiten, bei einer Gesamtproduktion von etwa dreißigtausend Seiten), spiegeln sie dennoch ein bereits früh gewecktes Interesse wider, das ihn sein ganzes Leben lang nicht mehr verlassen hat.
Zum Verständnis von Eulers Musiktheorie muss bekannt sein, dass musikalische Intervalle in der sog. reinen Stimmung mit den Tonstufen Oktave, Quinte, Quarte und große Terz entsprechend den Frequenzverhältnissen 1:2, 2:3, 3:4 bzw. 4:5 zum Grundton aufgebaut werden. Im Gegensatz dazu steht die heute meist gebräuchliche gleichstufige Stimmung (wohltemperiert), bei der zwei Töne eines Halbtons stets das exakte Frequenzverhältnis {\displaystyle {\sqrt[{12}]{2}}\approx 1{,}059463} haben.
Der Musikwissenschaftler Martin Vogel stellt fest: „Eine durchaus brauchbare und für die Praxis geeignete Konsonanzgradberechnung wurde von Leonhard Euler aufgestellt.“ Er fährt fort, „daß ihre Ergebnisse mit den tonpsychologischen Testen weitgehend übereinstimmen. Für die praktische Arbeit des Komponierens und des Analysierens lassen sich aus ihr wichtige Folgerungen gewinnen“. „Euler geht davon aus, daß der Mensch in einer geordneten Welt leben will und daß das nicht gar zu anstrengende Erfassen dieser Ordnung sein Wohlbefinden steigert. … Euler folgerte weiter: Je einfacher ein Verhältnis sei, durch je kleinere Zahlen es ausgedrückt werde, desto deutlicher könne es wahrgenommen werden und desto angenehmer sei seine Wirkung.“ Euler versucht nun, diese Einfachheit genauer zu definieren und so in mathematische Formeln zu fassen, dass es dem Höreindruck möglichst gut entspricht. Dabei verwendet er Primzahltheorien.
Zunächst definiert Euler für Konsonanzen, d. h. Zusammenklänge, einen „Grad“. Dieser soll die „Schwierigkeit“ eines Zusammenklangs von Tönen mathematisch erfassen. Ein niedriger Grad spricht dabei für einen „annehmlichen“ – ein hoher Grad für einen „unannehmlichen“ Klang. Als Funktion verwendete Euler den Gradus suavitatis („Grad der Lieblichkeit, der Verträglichkeit“) {\displaystyle \Gamma (n)}, der rein abstrakt als eine zahlentheoretische Funktion interpretiert werden kann: Für eine natürliche Zahl n mit Primfaktorzerlegung {\displaystyle n=p_{1}^{a_{1}}\cdots p_{r}^{a_{r}}} ist er definiert durch
{\displaystyle \Gamma (n)=1+\sum _{j=1}^{r}a_{j}(p_{j}-1).}
Der Gradus suavitatis stellt somit eine Bewertung der Primfaktorzerlegung natürlicher Zahlen dar und ist umso größer, je größer die auftretenden Primzahlen und je größer deren Exponenten sind. Zweiklänge werden nun wie folgt gradiert: Für das Verhältnis a:b, wobei bereits vollständig gekürzt wurde, d. h., a und b sind teilerfremd, setzt man
{\displaystyle \Gamma (a:b):=\Gamma (a\cdot b).}
Euler nennt die Zahl {\displaystyle a\cdot b} (das kleinste gemeinsame Vielfache von a und b), den Exponenten von a:b. Damit hat zum Beispiel die reine Quinte einen Grad von 4, denn es gilt {\displaystyle \Gamma (2:3)=\Gamma (2\cdot 3)=(2-1)+(3-1)+1=4}. Dieses Prinzip lässt sich auf beliebige Akkorde erweitern, indem das kgV des Gesamtklangs verwendet wird. Für einen Dreiklang a:b:c, wobei a, b und c jeweils teilerfremd sind, hat man zum Beispiel {\displaystyle \Gamma (a:b:c)=\Gamma (\mathrm {kgV} (a,b,c))}. Eulers Argumente erklären zum Beispiel, warum ein Dur-Dreiklang (wie C-E-G, im Verhältnis 4:5:6) „fröhlicher“ klingt als ein Moll-Dreiklang (E-G-H, im Verhältnis 10:12:15). In seinem Schema hat der Dur-Dreiklang den neunten und der Moll-Dreiklang den vierzehnten Grad – der Moll-Dreiklang ist daher „trauriger“, weil „Freude durch die Dinge, die eine einfachere, leichter wahrnehmbare Ordnung haben, und Traurigkeit durch die Dinge, deren Ordnung komplexer und schwieriger wahrnehmbar ist“ vermittelt wird. Euler benutzte also das Prinzip des Exponenten, um eine Ableitung des Gradus suavitatis von Intervallen und Akkorden aus ihren Primfaktoren vorzuschlagen – man muss sich vor Augen halten, dass er dabei zunächst nur das Quint-Terz-System, d. h. die 1, die 2 und die Primzahlen 3 und 5, berücksichtigte. Die oben erwähnte Gradusfunktion, die dieses System auf beliebig viele Primzahlen ausdehnt, wurde später vorgeschlagen.
Zu den Ergebnissen dieser Berechnungen konstatiert Vogel: „Mit den gängigen Intervallvorstellungen stimmt Eulers System nicht voll überein. Wer sich aber klar macht, wie diese Vorstellungen sich herausbildeten und wie schlecht fundiert die Theorie ist, auf die sie sich stützen, wird sich sagen, daß es eigentlich nicht anders sein kann, daß ein neuer Ansatz, der uns weiter bringen soll, nicht gleich in die alten Gleise einmünden darf. Eulers Grade entsprechen nicht durchweg den allgemeinen Vorstellungen, sie entsprechen aber recht gut dem Höreindruck.“
Während die konventionelle Musiktheorie oftmals von einer klaren Grenze zwischen konsonanten und dissonanten Intervallen ausgeht, ergeben sich bei Euler nur noch graduelle Unterschiede, also feine Abstufungen zwischen verschiedenen Graden der Verschmelzung der beiden gleichzeitig erklingenden Töne. Damit nimmt er ein wichtiges Prinzip der Neuen Musik, z. B. von Schönberg, vorweg, wo die prinzipielle Grenze zwischen Konsonanz und Dissonanz nicht mehr gilt.
Im Kapitel „Eulers Grenzen“ versucht Vogel plausibel zu machen, dass die Anwendung von Eulers Formeln auf drei- und mehrstimmige Akkorde zu keinen sinnvollen Ergebnissen führt. Dagegen betont Vogel für zweistimmige Akkorde (= Intervalle): „Im praktischen Umgang mit Intervallen erweist sich Eulers Einstufung jedoch als außerordentlich brauchbar. Diese Feststellung betont die praktische Seite. Die theoretische Begründung wäre schwierig, wenn nicht gar unmöglich.“
Eulers Konsonanztheorie bedarf aber der Ergänzung durch seine Substitutionstheorie: Beim Hören von Musik, deren Intonation vom Ideal leicht abweicht, nehmen wir seiner Meinung nach in unserer inneren Vorstellung nach Möglichkeit nicht die Tonhöhen wahr, die tatsächlich erklingen, sondern diejenigen, die unserem Ideal eher entsprechen würden. „Das Ohr hört zurecht. Das Ohr hört ökonomisch. Es hört die dargebotenen Intervalle im Sinne der einfachsten Verhältnisse zurecht. Das Ohr erkennt das eigentlich gemeinte Intervall, so wie das Auge im Geometrieunterricht an der Tafel ein rechtwinkliges Dreieck hinnimmt und zurechtsieht, auch wenn sein Winkel nicht exakt ein rechter ist.“ Damit wird ein Vorwurf entkräftet, dem Eulers Konsonanzgrad-Berechnungen oftmals begegnen: „Eulers Lehre von den Schwingungsrhythmen ist oft mit dem billigen Einwand abgetan worden, daß dann eine leichte Verstimmung genüge, um aus der reinsten Konsonanz die rauheste Dissonanz werden zu lassen. Statt einer reinen Quinte 300/200 brauche man nur eine Verstimmung von 301/200 anzunehmen, um ein nicht mehr apperzipierbares Verhältnis zu erhalten. Einem solchen Einwand hat Euler, was seinen Kritikern meist nicht bekannt ist, mit seiner Substitutionstheorie vorgebeugt. Es sei genügend bewiesen, daß sich das geistig erfaßte Tonverhältnis oftmals von dem akustisch gegebenen Verhältnis unterscheide. In solchen Fällen sei die apperzipierte Proportion einfacher als die wirkliche. Die Differenz sei so klein, daß sie der Wahrnehmung entgehe. Das Ohr sei daran gewöhnt, als ein einfacheres Zahlenverhältnis gelten zu lassen, was nur wenig davon abweiche.“
„Eulers These vom Zurechthören im Sinne der einfachsten Verhältnisse ist aber kein Freibrief für unreines Musizieren und schlechte Intonation. Euler läßt keinen Zweifel daran, daß ein möglichst hoher Grad an Reinheit anzustreben sei. Je leichter die Intervalle erfaßbar seien, desto weniger ermüde das Ohr und desto größer sei auch der Musikgenuß.“
Das Prinzip des Zurechthörens liegt auch der Verwendung von temperierten Stimmungssystemen zugrunde, wie sie in der Musik oftmals verwendet werden, und zwar insbesondere bei Tasteninstrumenten.
Ein weiterer Ansatz von Eulers Musiktheorie ist die Definition sog. „Gattungen“, d. h. von möglichen Unterteilungen einer Oktave durch die Primzahlen 3 und 5. Diese repräsentieren aufeinanderfolgende Töne, die gewissen Frequenzverhältnissen folgen, und sind demnach Tonleitern. Euler beschreibt 18 solcher Gattungen, aufbauend auf den Primzahlen 3 und 5. Dabei wird wie folgt verfahren: Jedes Produkt {\displaystyle A=2^{m}3^{p}5^{q}} beschreibt eine Folge von Vielfachen einer Grundfrequenz – dabei werden alle möglichen Teiler von {\displaystyle A} genommen. Für {\displaystyle 2\cdot 3\cdot 5} hat man zum Beispiel die Verhältnisse 1:1, 1:2, 1:3, 1:5, 1:6, 1:10, 1:15, 1:30. Da die Zahl 2 jedoch (bis auf Oktave) nichts an den vorkommenden Klängen ändert (eine Frequenzverdopplung definiert einen Oktavsprung), spielt die Zweierpotenz keine Rolle für die Gattung.
Euler stellte seine Gattungen in kompakten Tabellen vor, die musikalische und mathematische Notationen visuell nebeneinander stellen. Er zeigte damit, wie wichtig ihm beide waren und wie er versuchte, sie zusammenzubringen:

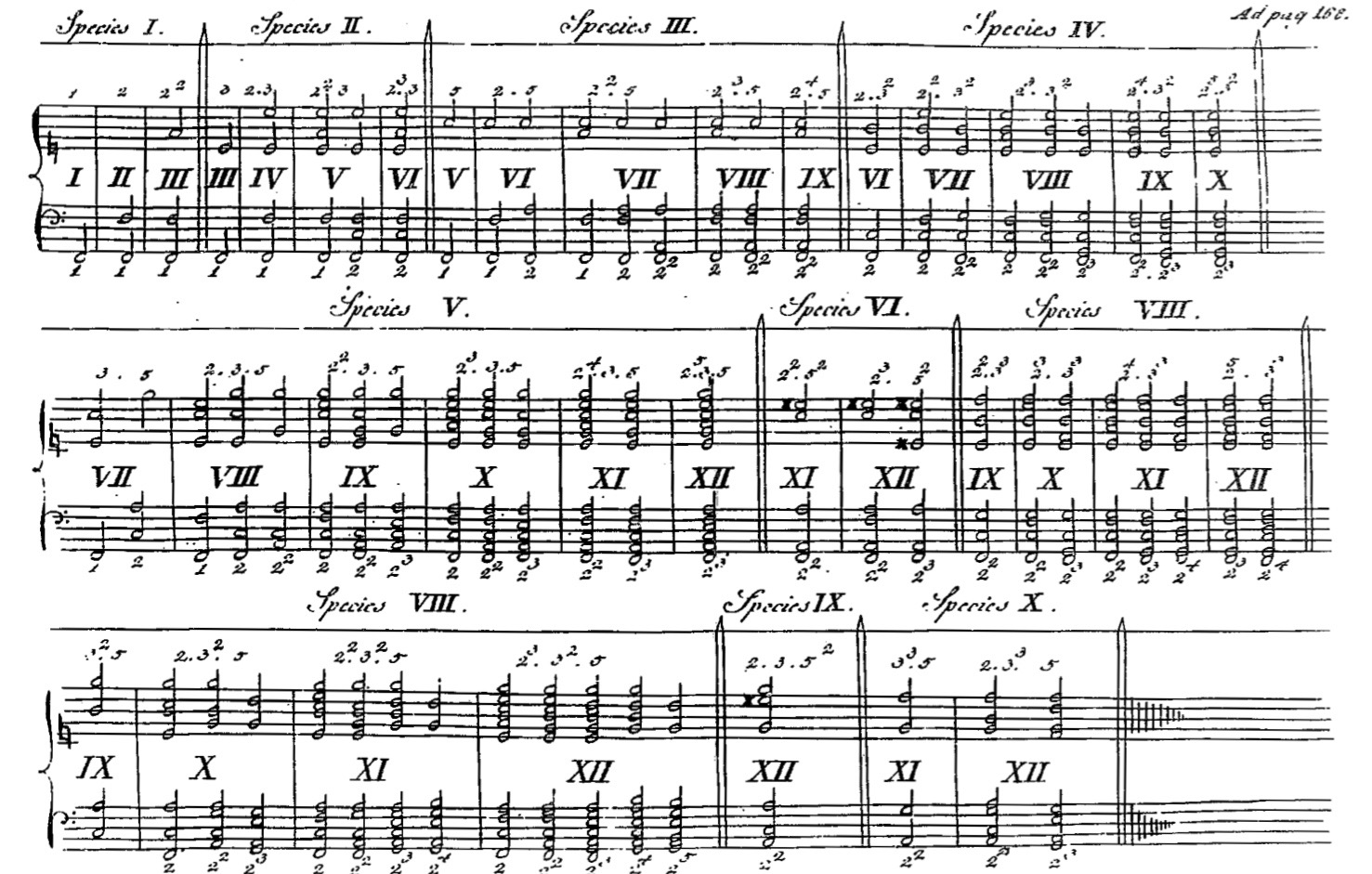
Eulers musikalische Illustration der ersten zehn Gattungen von Harmonie. Eingetragen sind ebenfalls die „Annehmlichkeitsgrade“. Mit zunehmender Gattung steigt die Komplexität der Harmonien an.

Dieses Prinzip wurde von Adriaan Fokker weiterentwickelt. Beispielsweise lässt sich der Fall {\displaystyle A=3^{2}\cdot 7} innerhalb einer Oktave auf die folgenden Verhältnisse normieren: 1:1, 8:9, 16:21, 2:3, 4:7, 32:63. Abspielenⓘ
Die Gattungen 12 (bei Euler {\displaystyle 2^{m}.3^{3}.5}), 13 (bei Euler {\displaystyle 2^{m}.3^{2}.5^{2}}) und 14 (bei Euler {\displaystyle 2^{m}.3.5^{3}}) sind korrigierte Versionen der diatonischen, chromatischen bzw. enharmonischen Versionen aus dem Altertum. Die 18. Gattung ({\displaystyle 2^{m}.3^{3}.5^{2}}) ist die „diatonisch-chromatische“, „die allgemein in allen Kompositionen verwendet wird“, und die sich als identisch mit dem von Johann Mattheson beschriebenen System erweist. Euler sah später noch die Möglichkeit, Gattungen einschließlich der Primzahl 7 zu beschreiben. Euler entwickelte ein spezielles Diagramm, das Speculum musicum, um die diatonisch-chromatische Gattung zu veranschaulichen, und erläuterte die Wege in diesem Diagramm für bestimmte Intervalle, was an sein Interesse an der Graphentheorie, im Besonderen der Sieben Brücken von Königsberg, erinnert. Das Konzept erregte erneut Interesse als Tonnetz in der Neo-Riemannschen Theorie (Neo-Riemannian Theory), benannt nach dem Musiktheoretiker Hugo Riemann.

## Populäre Darstellungen und Themen

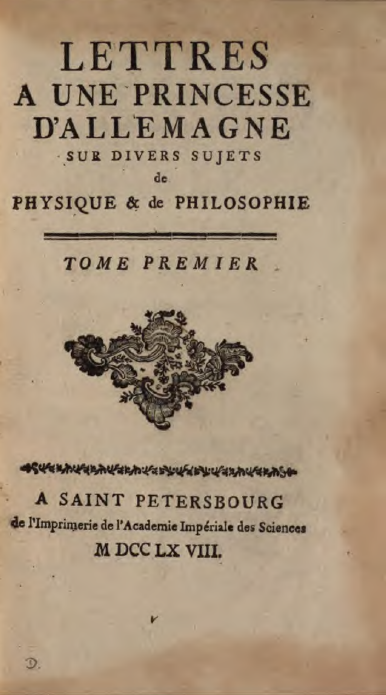
Titelseite des ersten Bands (Erste Edition, 1768) der Lettres a une princesse d’Allemagne sur divers sujets de physique & de philosophie

Besondere Bedeutung in der breiten Öffentlichkeit erlangte Eulers populärwissenschaftliche Schrift Lettres à une princesse d’Allemagne von 1768, in der er in Form von Briefen an die Prinzessin Friederike Charlotte von Brandenburg-Schwedt, eine Nichte Friedrichs II., die Grundzüge der Physik, der Astronomie, der Mathematik, der Philosophie und der Theologie vermittelte. Euler begann den ersten Brief mit einer Erklärung des Begriffs „Größe“ (la grandeur). Ausgehend von der Definition eines Fußes definierte er die Meile und motivierte die unterschiedlichen Maße durch praktische Beispiele. So sei es besser, den Abstand zwischen Berlin und Magdeburg mit 18 Meilen (in einer Übersetzung ist von 83 englischen Meilen die Rede) statt 432.000 Fuß (43,824 feet) zu beziffern. Spätere Briefe beinhalteten Optik, Magnetismus, Elektrizität, aber auch Astronomie. Unter anderem schätzte Euler die Entfernung von Erde und Sonne auf „trente Millions de Milles“ (dreißig Millionen Meilen).
Die ersten beiden Bände der 234 ursprünglich in Französisch verfassten Briefe erschienen 1768 in Sankt Petersburg und der dritte 1774 in Frankfurt. Die Briefe wurden später in Paris nachgedruckt, der erste Band 1787, der zweite 1788 und der dritte 1789. Die erste Ausgabe der 1787 in Paris veröffentlichten Lettres enthielt Eloge de M. Euler, einen sechsunddreißigseitigen Nachruf verfasst von Marquis de Condorcet, der dem Leser biografische Skizzen und Höhepunkte von Eulers Karriere bot. Obwohl Euler die Briefe auf Französisch verfasst hat, gilt es als gesichert, dass Condorcet einige redaktionelle Änderungen vorgenommen hat, da der Text vom Original abweicht.
Euler widmete sich zusätzlich Aufgaben der Schachmathematik, zum Beispiel dem Springerproblem. Dieses behandelt die Frage, ob es möglich ist, dass die Springer-Schachfigur jedes Feld eines Schachbretts bei einem Rundlauf genau einmal passieren kann. Euler erwähnte das Problem bei einem Brief an Christian Goldbach im Jahre 1757. In den Jahren 1758–1759 verfasste er schließlich eine Arbeit über die Thematik, die 1766 in den Berliner Mémoires veröffentlicht wurde.
Er gilt als Erfinder des griechisch-lateinischen Quadrats, einer Vorform des Sudoku. Hierbei handelt es sich (bei Ordnung n) um ein quadratisches nxn-Schema, in dessen Felder Elemente zweier (n-elementiger) Mengen {\displaystyle L,M} so eingetragen sind, dass in jeder Spalte und Zeile genau ein Exemplar jedes Elements auftaucht. Beispiele sind:

Quadrat der Ordnung 3
Quadrat der Ordnung 4
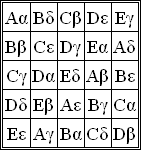
Quadrat der Ordnung 5

In seiner Arbeit Recherches sur une nouvelle espece de quarres magiques gibt Euler hunderte Beispiele solcher Quadrate und beschäftigt sich auch mit Quadraten, deren Diagonalen die geforderte Eigenschaft erfüllen. Am Ende behauptet er, ohne jedoch einen rigorosen Beweis vorzulegen, dass kein griechisch-lateinisches Quadrat der Größe 4k + 2 konstruiert werden kann. Erst um 1960 wurde gezeigt, dass sich Euler geirrt hatte. Es existieren stets griechisch-lateinische Quadrate, mit Ausnahme der Ordnungen 2 und 6. Für die algebraisch-algorithmische Konstruktion wurde u. a. auf Gruppentheorie, endliche Körper, projektive Geometrie und Blockpläne zurückgegriffen.

## Aufarbeitung des archivierten Nachlasses

### Posthumer Publikationsprozess
Nach Eulers Tod veröffentlichte die Akademie von Sankt Petersburg bisher nicht erschienene Arbeiten Eulers in ihren Mémoires posthum. Wegen der großen Zahl an Dokumenten (in etwa 100 Aufsätze) wurde der Publikationsprozess erst 1830 für abgeschlossen erklärt. Doch es stellte sich bald heraus, dass Euler noch weitere Arbeiten verfasst hatte. Nachdem Paul Heinrich von Fuss als Nachfolger seines Vaters 1825 Sekretär der Sankt Petersburger Akademie geworden war, durchforschte er deren Archive und fand einige Pakete aus dem Briefwechsel Eulers u. a. mit den Bernoullis. Aus diesem erwuchs ein Verzeichnis über die Korrespondenzen in zwei Bänden unter dem Titel Correspondance mathématique et physique de quelques céleèbres géomètres du XVIIIème siècle. Diesem wurde eine Auflistung der Eulerschen Schriften beigefügt. Nachdem das Verzeichnis von Fuss’ Vater Nikolaus noch nicht 700 Nummern enthielt, wurde dieses nun auf 756 ergänzt. Für die weitere Vervollständigung wurden die Archive erneut durchsucht und man brachte ein noch nicht veröffentlichtes Werk unter dem Titel Astromania mechanica hervor.

### Veröffentlichung eines Gesamtwerkes

#### Erste Versuche im 19. Jahrhundert

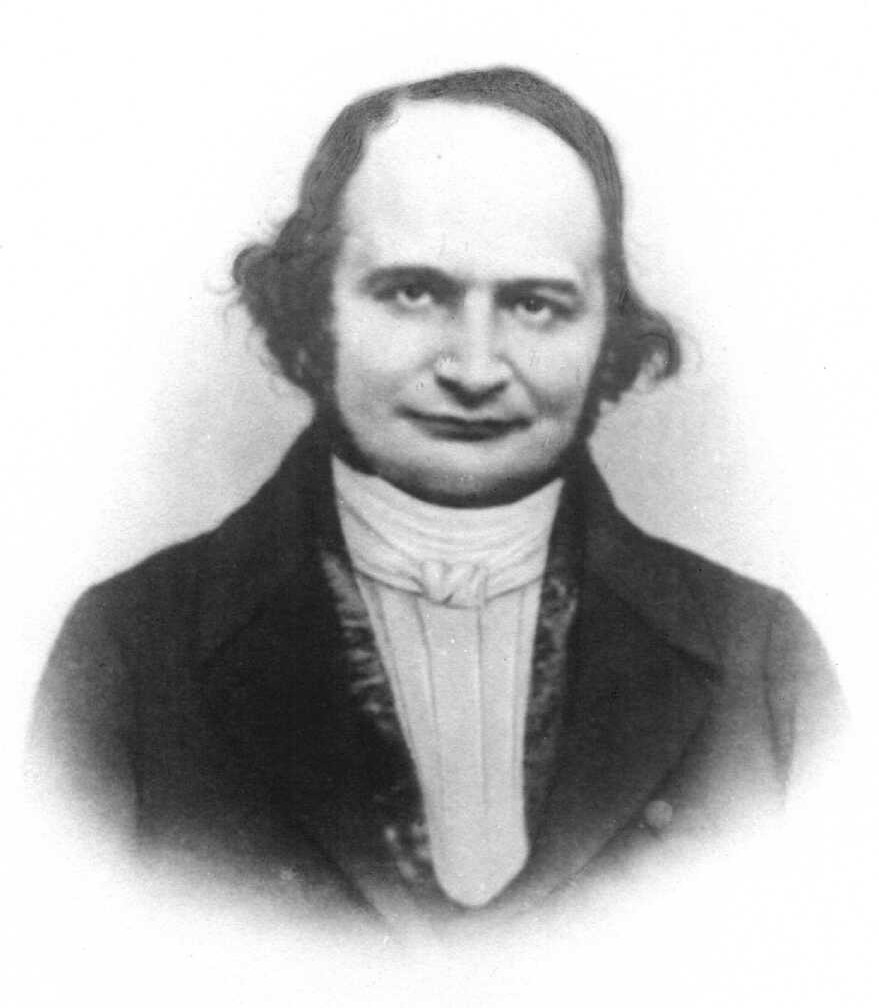
Carl Gustav Jacobi

Die ersten Versuche, Eulers Gesamtwerk zu veröffentlichen, gehen auf die 1830er Jahre zurück. Es gab im Wesentlichen zwei Initiativen. Eine davon wurde von Paul Heinrich Fuss ins Leben gerufen. Obwohl Fuss von vielen prominenten Mathematikern, darunter Carl Gustav Jacobi, ermutigt wurde, wurde das Projekt schließlich aufgegeben, als sich herausstellte, dass es die finanziellen Möglichkeiten des Budgets der Akademie übersteigen würde. Das einzige Ergebnis der Initiative von Fuss und Jacobi war die Veröffentlichung von zwei Bänden der Commentationes arithmeticae im Jahr 1849, die 94 bereits veröffentlichte Artikel und fünf unveröffentlichte Manuskripte umfassen.
Zur gleichen Zeit unternahm eine Gruppe belgischer Mathematiker ein ähnliches Projekt. Sie waren insofern erfolgreicher als Fuss und Jacobi, als dass fünf Bände dieser Ausgabe tatsächlich gedruckt wurden. Diese Ausgabe wurde scharf kritisiert, insbesondere von dem belgischen Mathematikhistoriker Henri Bosmans, der sie als „sehr schlechtes Werk“ bezeichnete. In der Absicht, Eulers Werke einem großen Teil der Öffentlichkeit zugänglich zu machen, hatten die Herausgeber die Originaltexte teils willkürlich abgeändert, auch wenn das Original bereits in Französisch verfasst war. Als treibender Motor der Herausgeber wird die einfache Zugänglichkeit durch andere Mathematiker gesehen, auf die das Werk noch heute „stimulierend wirken“ sollte.

#### Beginn des 20. Jahrhunderts
Zu Beginn des 20. Jahrhunderts startete die Russische Akademie der Wissenschaften mit dem Auftakt des zweihundertsten Jahrestages von Eulers Geburtstag eine neue Initiative zur Veröffentlichung von Eulers Gesamtwerk. Angesichts des Scheiterns früherer Versuche suchten die Russen nach Verbündeten, mit denen sie sich Arbeit und Kosten teilen konnten; die Institution, die ihnen in Bezug auf Euler in den Sinn kam, war die Preußische Akademie der Wissenschaften in Berlin, in deren Dienst Euler 25 Jahre lang gestanden hatte. Die Berliner Akademiker waren anfangs von diesem Plan ziemlich begeistert. Aber als sich herausstellte, dass die Russische Akademie die Aufgabe auf Veröffentlichung des mathematischen und physikalischen Korpus aufteilen, und ersteren für sich beanspruchen wollte, schwand die Begeisterung. Die Preußische Akademie bat den angesehensten Physiker unter ihren Mitgliedern, Max Planck, um eine Einschätzung des Vorschlags. In einer berühmten Erklärung sagte Planck, dass es vielleicht stimmt, dass sich Mathematiker immer noch von Eulers Schriften inspirieren lassen, aber dass dies nicht im gleichen Maße auf Physiker zuträfe. Er vermutete, dass die Veröffentlichung von Eulers physikalischen Schriften „nicht im Interesse der Physik als Wissenschaft unserer Zeit“ liege und lehnte deshalb eine Beteiligung der Preußischen Akademie an der Finanzierung des Projekts ab. Da eine Gesamtausgabe für die Russische Akademie zu teuer war, endete auch diese Initiative mit einem Misserfolg.

#### Gustaf Eneströms Euler-Verzeichnis
In den Jahren 1910 bis 1913 legte der schwedische Mathematiker Gustaf Eneström ein Verzeichnis an, das alle Eulerschen Werke auflistet. Dieses weist 866 Nummern auf, die nach dem Prinzip E001, …, E866 geordnet sind.

#### Gründung der Euler-Kommission und dieOpera omnia

Ferdinand Rudio, Gründer der Euler-Kommission

Nach den gescheiterten Versuchen im 19. Jahrhundert war der 200. Geburtstag von Leonhard Euler im April 1907 für die Schweizerische Naturforschende Gesellschaft der Anlass, erneut eine Gesamtausgabe von Eulers Veröffentlichungen in Angriff zu nehmen. Die Initiative war von dem Mathematiker Ferdinand Rudio ausgegangen, der am Zürcher Polytechnikum (der heutigen ETH Zürich) Professor für Mathematik war. In einer flammenden Rede bei der Feier zu Eulers 200. Geburtstag, die in Anwesenheit zahlreicher ausländischer Gelehrter in Basel stattfand, appellierte Rudio mit Geschick an den Schweizer Patriotismus und die internationale Solidarität: Für Eulers Heimatland „sei die Herausgabe seiner Werke eine Ehrenpflicht“, aber die Schweiz „brauche dazu die Unterstützung der beiden Länder, in denen Euler zu Ruhm und Ehre gekommen sei“, Deutschlands und Russlands:

„Die Schweiz wird der Petersburger und der Berliner Akademie stets das Gefühl der Dankbarkeit bewahren, dass sie unserm Euler, für den das eigene Vaterland zu klein war, ein grösseres geboten und ihm die Möglichkeit bereitet haben, in ungetrübter Schaffensfreudigkeit sein grosses Lebenswerk zu vollenden.“

Rudios Worte stießen überall auf starke Resonanz. Die Schweizerische Naturforschende Gesellschaft setzte eine Euler-Kommission ein, die das Unternehmen durchführen sollte, und Rudio wurde zu deren Präsident gewählt. Die erste Aktion der jungen Kommission war ein Spendenaufruf. Ein Versprechen zur weiteren finanziellen Unterstützung kam außerdem von der Petersburger Akademie. Diese bot zudem an, „alle in ihren Archiven befindlichen Materialien, die zur bestmöglichen Ausführung des Unternehmens nötig sein sollten, zur Verfügung zu stellen“. So gelangte von 1910 bis 1912 in sieben Kisten der gesamte Euler-Nachlass als Diplomatenpost über die russische Botschaft in die Schweiz. Obwohl die Arbeit (unterstützt von bedeutenden Mathematikern wie Alexander Ljapunow) zunächst zügig voranging, wurde die Euler-Kommission durch die politischen Zerwürfnisse in Europa in Mitleidenschaft gezogen. Gegen das kommunistische System der Sowjetunion bestanden in der Schweiz erhebliche Vorbehalte, und zwischen 1918 und 1946 gab es zwischen den beiden Staaten keinerlei diplomatische Beziehungen. Trotzdem standen die Wissenschaftler weiterhin in erschwerter Verbindung. Während eine Bitte vom 28. Mai 1921 um Zeitaufschub wegen „kriegsbedingter Probleme“ von russischer Seite noch akzeptiert wurde, forderte die Petersburger Akademie 1930 die Manuskripte wieder zurück. Die Euler-Kommission weigerte sich, dieser Bitte nachzugehen, was einen regen Briefwechsel auslöste. Die Schweizer Seite versuchte zunächst mit unterschiedlichen Argumenten, die Rückgabe der Manuskripte immer wieder hinauszuzögern. Im Juli 1930 erklärte sich die sowjetische Akademie damit einverstanden, dass die Manuskripte noch „für einige Zeit“ in Zürich bleiben und bat um einen genauen Zeitplan für die Edition der ausstehenden Bände. Nachdem der Anfrage aus Russland, zumindest diejenigen Manuskripte zurückzugeben, die nicht mehr benötigt würden, von Andreas Speiser nicht nachgegeben wurde, wurde der Ton schärfer. So setzte die sowjetische Akademie am 5. Juni 1933 selbst eine Frist fest:

„Die Akademie der Wissenschaften der UdSSR beehrt sich, Ihnen mitzuteilen, das Der Ausschuss für Wissenschaftl. und Lehranstalten am Zentralen Executiv-Komitee in Moskau hat es für zweckmässig anerkannt, die Handschriften von Euler auf eine Zeitdauer von zwei Jahren vom heutigen Datum in Zürich zu lassen.“

Obwohl die Kommission diesen Vorgaben zunächst zustimmte, musste sie bereits im nächsten Jahr feststellen, dass der Zeitplan nicht einzuhalten war. In einem erfolglosen Appell an Giuseppe Motta, den Leiter des Politischen Departements der Schweiz, schrieb Speiser, dass „diese Herausgabe […] mindestens zwanzig Jahre in Anspruch nehmen“ dürfte. Aufgrund weiteren Drucks aus Russland begann man nun zusätzlich mit dem Anfertigen von Abschriften und außerdem Photographien. Dies war 1938 abgeschlossen. Die endgültige Übergabe der Dokumente erfolgte jedoch erst am 15. Mai 1947 in Zürich. Die Euler-Kommission machte sich erfolgreich um die Veröffentlichung der Opera Omnia verdient.
Von den 81 vorgesehenen Bänden in vier Reihen sind mittlerweile (Stand 2018) 76 erschienen. Series I (Mathematik: 29 Bände) und Series III (Physik, Varia: 12 Bände) sind vollständig, von den 31 Bänden der Series II (Mechanik, Astronomie) stehen noch zwei aus (II/26 und II/27 zur Himmelsmechanik), die frühestens im Laufe des Jahres 2019 inhaltlich abgeschlossen werden sollten. In der Series IVA (Briefwechsel) sind von den 9 geplanten Bänden bisher 8 erschienen, darunter die beiden Doppelbände IVA/3 und IVA/4. Die Vernissage des neuesten Bandes IVA/8 war am 23. November 2018. Der letzte Band IVA/9 wird von einer Gruppe von Historikern unter der Leitung von Antonio Moretto bearbeitet.

### Weitere Veröffentlichungen von 1950 bis 1980 in der Sowjetunion
Als der Euler-Nachlass nach Russland in das Archiv der Leningrader Akademie zurückkam, erhielten sowjetische Wissenschaftler neue Möglichkeiten für umfangreiche Forschungen und nutzten diese Gelegenheit energisch. Im Jahr 1958 berichteten Gleb K. Michailow (geb. 1929) und Wladimir Iwanowitsch Smirnow (1887–1974) erstmals über diese Aktivitäten. Außerdem wurde 1962 und 1965 in zwei Bänden eine sehr ausführliche, aber nicht kommentierte Liste des im Archiv der Akademie aufbewahrten Euler-Materials veröffentlicht. Der erste Band enthält eine Liste von 2.268 Briefen von und an Euler (ohne Annotationen), die im Petersburger Archiv aufbewahrt werden. Seit den 1950er Jahren widmete die Sowjetische Akademie und nun auch die Russische Akademie der Wissenschaften der Erschließung und Bearbeitung der Korrespondenz Leonhard Eulers, die in den ursprünglichen Plänen der Opera omnia Euleri nicht enthalten war, besondere Aufmerksamkeit. In Zusammenarbeit mit der Deutschen Akademie der Wissenschaften zu Berlin erschien die allgemeine Korrespondenz in drei Bänden und die Korrespondenz zwischen Euler und Christian Goldbach wurde veröffentlicht. 1963 erschien ein Band mit ausgewählten wissenschaftlichen Briefen, die Euler an 19 (junge) Wissenschaftler schrieb (alle Briefe wurden ins Russische übersetzt). Eine Liste von Eulers Briefen wurde in russischer Sprache von Adolf Pavlovič Jušskevič (1906–1993) und Vladimir Ivanovič Smirnov herausgegeben, die alle bekannten Briefe in Russland und außerhalb Russlands enthielt. Insgesamt enthält die Liste 2.654 Briefe von und an Euler sowie eine kurze Zusammenfassung.
In den 1970er Jahren wurde die Zusammenarbeit zwischen der Euler-Kommission in Zürich und der Sowjetischen Akademie durch die Erweiterung der Euler-Ausgabe intensiviert. Die Korrespondenz und die wissenschaftlichen Notizen werden in einer neuen vierten Serie der Opera omnia Euleri gesammelt. Im Jahr 1975 erschien der erste Band dieser Reihe und enthielt eine überarbeitete Liste mit 2.892 Briefen der Korrespondenz.

### Im digitalen Zeitalter
Eine große Anzahl der Eulerschen Primärquellen ist als Folge der Digitalisierung im Internet frei verfügbar. Eulers Opera omnia obliegen im Gegensatz dazu nicht der freien Nutzung, aber digitale Abbildungen der Originalversionen von über 95 Prozent seiner veröffentlichten Werke, die von den Originalseiten des 18. Jahrhunderts gescannt wurden, sind im sog. Euler-Archiv aufrufbar. Als Gründer dieser Website gelten die damaligen Studenten Lee Stemkoski und Dominic Klyve. Den Online-Dokumenten fehlen die Korrekturen und die Einführungen der Herausgeber der Opera omnia, aber sie sind für jeden mit einer Internetverbindung zugänglich, und die Herausgeber des Euler-Archivs fügen nach und nach Links zu Kommentaren und Übersetzungen hinzu. Es wird geschätzt, dass bis 2033 (Eulers 250. Todesjahr) die relativen Rollen der Ausgaben in print und digital zueinander besser eingeschätzt sein werden.
Die Bernoulli-Euler-Gesellschaft führt seit 2022 die Arbeit der ehemaligen Euler-Kommission weiter.

## Rezeption
Sein mathematisches Werk inspirierte viele Generationen von Mathematikern nachhaltig. Unter anderem beeinflusste er die Arbeit von Pierre-Simon Laplace, Joseph-Louis Lagrange, Carl Friedrich Gauß, Carl Gustav Jacobi, Niels Henrik Abel, Évariste Galois, Karl Weierstraß und Bernhard Riemann.
Mathematikhistoriker heben die Bedeutung des Eulerschen Werkes bis in die Gegenwart hervor. Dirk Struik sieht in Eulers „Fruchtbarkeit“ eine „Quelle der Überraschung und Bewunderung“. Hinsichtlich des Eulerschen Werkes bemerkt er in seinem Abriss der Geschichte der Mathematik 1967, dass dessen Studium „nicht so schwer wäre, wie es scheint“, denn Eulers Latein sei „sehr einfach“ und seine Bezeichnungen „gleichen fast den heutigen“. Eulers Methode bestand darin, von einfachsten Beispielen ausgehend zu allgemeineren Zusammenhängen zu gelangen, wodurch die Darstellung im Gegensatz zum heute gebräuchlichen abstrakten Stil in die Breite ging; dementsprechend wurden auch Mängel an mathematischer Strenge moniert.

## Schriften
Leonhard Euler gilt als einer der produktivsten Mathematiker der Geschichte. Seine gesammelten Schriften der Opera omnia umfassen bisher 76 Bände. Insgesamt gibt es 866 Publikationen von ihm. Sein Gesamtwerk umfasst damit schätzungsweise ein Drittel des gesamten Korpus mathematischer, physikalischer und mechanischer Forschung innerhalb der letzten drei Viertel des 18. Jahrhunderts.
Über die Hälfte des Eulerschen Gesamtwerks sind der reinen Mathematik (Algebra, Analysis und Geometrie) gewidmet. Und über ein Drittel entfallen auf die verschiedenen theoretischen und technischen Gebiete der Mechanik und Physik (einschließlich Himmelsmechanik / Astronomie).

### Publikationen (Auswahl)
- Mechanica sive motus scientia analytice exposita. 2 Bände, 1736 (E015, E016).
- Tentamen novae theoriae musicae. 1739 (E033).
- Einleitung zur Rechen-Kunst zum Gebrauch des Gymnasii bey der Kayserlichen Academie der Wissenschafften in St. Petersburg. 2 Bände, Academische Buchdruckerey, Sankt Petersburg; Band 1 1738, Band 2 1740. (Digitalisat und Volltext im Deutschen Textarchiv Band 1, Digitalisat und Volltext im Deutschen Textarchiv Band 2).
- Solutio problematis ad geometriam situs pertinentis. 1741 (E053).
- Methodus inveniendi lineas curvas maximi minimive proprietate gaudentes sive solutio problematis isoperimetrici latissimo sensu accepti. Erstveröffentlichung (M. Bousquet) Lausanne, Genf 1744. (E065). Neu erschienen in den Opera Omnia Ser. I, Bd. 24, S. 1–322, hrsg. v. C. Carathéodory. (Orell) Turici 1952.
- Introductio in analysin infinitorum. 2 Bände, 1748 (E101, E102).
- Découverte d’un nouveau principe de Mécanique. In: Mémoires de l’académie des sciences de Berlin. Band 6, 1752, S. 185–217 (E177).
- Institutiones calculi differentialis. 2 Bände, 1755 (E212).
- Theoria motus corporum solidorum seu rigidorum. 1765 (E289).
- Lettres à une princesse d’Allemagne. 3 Bände, 1768 (E343, E344, E417).
- Institutiones calculi integralis. 3 Bände, 1768–1770 (E342, E366, E385).
- Vollständige Anleitung zur Algebra. 2 Bände, 1770 (E387, E388, Band 2 Digitalisat und Volltext im Deutschen Textarchiv).
- Scientia Navalis, 2 Bände, Petersburg 1749. (E110, E111.) Englische Übersetzung des lateinischen Originals von I. Bruce (2022); Naval Science. 17centurymaths.com; abgerufen am 18. Januar 2023.

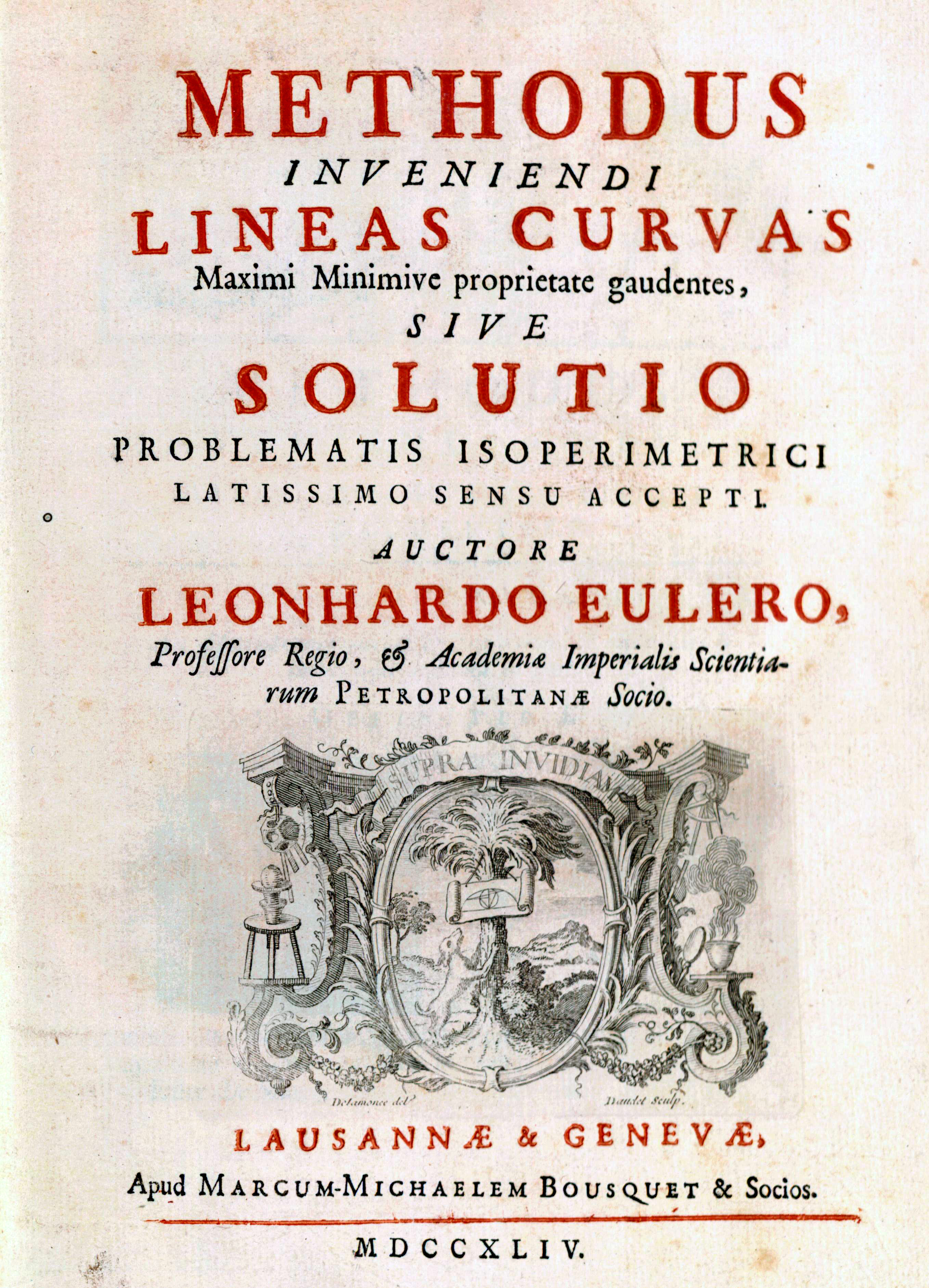
Titelblatt der Methodus inveniendi lineas curvas von 1744
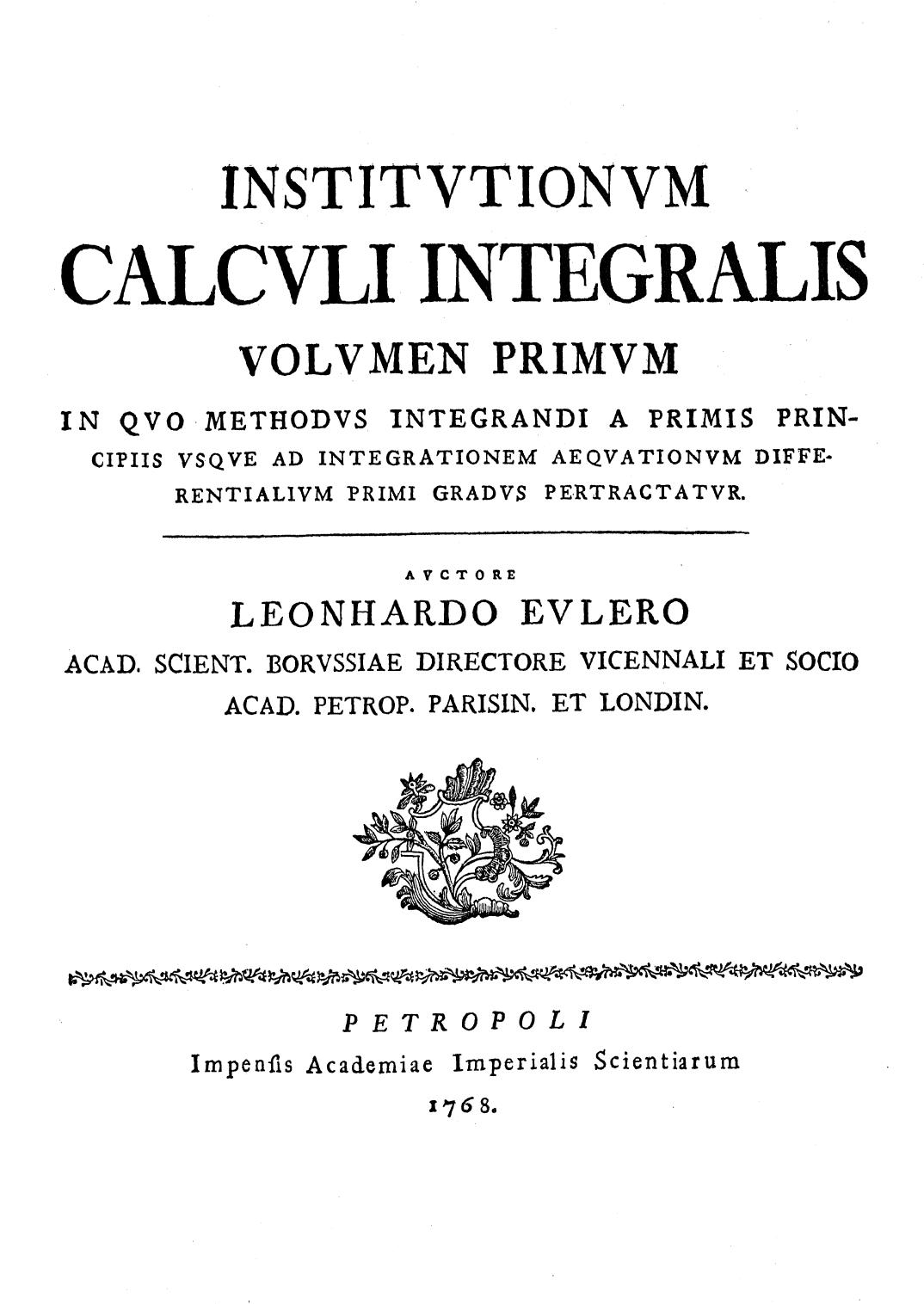
Titelblatt der Introductio in analysin infinitorum (Band 1) von 1748
- Titelblatt der Introductio in analysin infinitorum (Band 2) von 1748
- Titelblatt der Institutiones calculi differentialis von 1755
- Titelblatt der Institutiones calculi integralis (Band 1) von 1768
- Titelblatt (beschrieben) der Institutiones calculi integralis (Band 2) von 1769
- Titelblatt (gestempelt) der Institutiones calculi integralis (Band 3) von 1770

### Deutsche Übersetzungen und Ausgaben seiner Werke
- Leonhard Euler’s vollständige Anleitung zur Integralrechnung. Hrsg. Joseph Solomon, 3 Bände, Wien 1828 bis 1830, Band 1, ETH-Bibliothek, Band 1, Archive, Band 2, Archive, Band 3, Archive.
- Leonhard Euler’s Mechanik oder analytische Darstellung der Wissenschaft. 3 Bände, Hrsg. J. Ph. Wolfers, Greifswald 1848 bis 1853, Band 1, Archive, Band 2, Archive, Band 3, Archive.
- Euler, Johann Bernoulli, Jacob Bernoulli: Abhandlungen über Variationsrechnung. 1. Teil, Ostwalds Klassiker 46, Leipzig 1894; Textarchiv – Internet Archive. Zweite Auflage Leipzig und Berlin 1914. Herausgegeben von Paul Stäckel.
- Euler: Eine Methode sich der Eigenschaft des Maximums oder Minimums erfreuender Kurven zu finden, oder die Lösung des im weitesten Sinn aufgefassten isoperimetrischen Problems. Vollständige deutsche Übersetzung der Methodus Inveniendi Lineas Curvas (E065), Erstveröffentlichung 1744. Übersetzt von A. Aycock und A. Diener; herausgegeben vom Euler-Kreis Mainz.
- Euler: Zwei Abhandlungen über Sphärische Trigonometrie. Ostwalds Klassiker 73, Leipzig 1896; Textarchiv – Internet Archive.
- Euler: Drei Abhandlungen über Kartenprojektion. Ostwalds Klassiker 93, Leipzig 1898; Textarchiv – Internet Archive.
- Jakob Bernoulli, Leonhard Euler: Abhandlungen über das Gleichgewicht und die Schwingungen der ebenen elastischen Kurven. Ostwalds Klassiker 175, Leipzig 1910. Erste Ergänzung (Additamentum I) aus E065, Euler (1744). Herausgeg. v. H. Linsenbarth.
- Euler: Vollständigere Theorie der Maschinen, die durch Reaktion des Wassers in Bewegung versetzt werden (1754). Ostwalds Klassiker 182, Leipzig 1911.
- Euler: Drei Abhandlungen über die Auflösung der Gleichungen (1783, 1764, 1790). Ostwalds Klassiker 226, Leipzig 1928.
- Euler: Einleitung in die Analysis des Unendlichen. Teil 1, Einführung Wolfgang Walter, Springer, 1983.
- Euler: Zur Theorie komplexer Funktionen. Einleitung A. P. Juschkewitsch, Ostwalds Klassiker 261, Akademische Verlagsgesellschaft, 1983.

### Opera Omnia
Euler veröffentlichte rund zwei Dutzend Bücher und 500 wissenschaftliche Aufsätze. Der deutsche Mathematiker Ferdinand Rudio (1856–1929) initiierte die Herausgabe von Eulers sämtlichen Werken. Zu Lebzeiten Rudios wurden mehr als 30 Bände publiziert. Bis 2013 sind über 70 Einzelbände erschienen, außerdem vier Bände aus dem umfangreichen Briefwechsel. Die Arbeiten erscheinen in der Originalsprache, meist Französisch oder Latein.
Die gesammelten Werke werden seit 1911 als Opera Omnia im Birkhäuser (Springer) Verlag herausgegeben durch die Euler-Kommission, die von Ferdinand Rudio gegründet wurde. Damals waren auch Adolf Krazer, Rudolf Fueter, Heinrich Weber, Paul Stäckel und Karl von der Mühll an der Herausgabe beteiligt. Zu den späteren Herausgebern von Einzelbänden gehörten Ludwig Schlesinger, Friedrich Engel, Andreas Speiser, Clifford Truesdell (Physik, Mechanik, der ganze Band 11-1 ist eine Geschichte der Elastizitätstheorie im 17. und 18. Jahrhundert, verfasst von Truesdell), Alexander Michailowitsch Ljapunow, Georg Faber, August Gutzmer, Carl Boehm, Constantin Carathéodory, Henri Dulac, Max Herzberger, Emile Cherbuliez, Charles Blanc und Eric Aiton (Physik). Hauptherausgeber nach Rudio waren Andreas Speiser (ab 1928), Walter Habicht (ab 1965) und seit 1985 Hans-Christoph Im Hof. Weitere Herausgeber waren unter anderem Emil Fellmann, Adolf Juschkewitsch, Henri Dulac, Pierre Costabel, René Taton, Wladimir Iwanowitsch Smirnow, Alot T. Grigorjan, Joachim Otto Fleckenstein, Johann Jakob Burckhardt, Gleb K. Mikhailov, Franz Lemmermeyer, Andreas Kleinert und Martin Mattmüller.
Die Edition besteht aus
- Reihe 1: Mathematik, 30 Bände (vollständig). Erster Band war 1911 die Anleitung zur Algebra. Band 16 besteht aus zwei Teilbänden.
- Reihe 2: Mechanik und Astronomie, 27 Bände in 30 Teilbänden (vollständig).
- Reihe 3: Physik und Sonstiges, 12 Bände (vollständig).
- Reihe 4a: Briefwechsel. Geplant: 9 Bände für die rund 3100 Briefe mit rund 300 Korrespondenten. Bisher erschienen: 8 Bände.
- Reihe 4b: Notizbücher, Tagebücher und Unveröffentlichtes (geplant).[269][270]

### Briefe
Beim Briefwechsel sind im Rahmen der Opera Omnia erschienen:
- Band 1 (Zusammenfassung Inhalte, Übersicht, 1975),
- Band 2 (mit Johann I. und Nikolaus I. Bernoulli),
- Band 5 (mit Clairaut, d’Alembert und Lagrange) und
- Band 6 (mit Maupertuis und Friedrich II.).

Außerdem sind außerhalb der Opera Omnia folgende Briefwechsel erschienen:
- mit Goldbach (Akademie Verlag, Berlin 1965),
- mit den Berliner und Petersburger Akademien (Akademie Verlag, Berlin, 3 Bände: 1959, 1961, 1976),
- mit Tobias Mayer (American Elsevier, 1971).

Paul-Heinrich Fuss veröffentlichte 1845 Teile des Briefwechsels von Euler mit Goldbach, Nikolaus Fuss, Johann I, Nikolaus und Daniel Bernoulli. Im Band 14 der Werkausgabe von Lagrange ist auch der Briefwechsel mit Euler.
- Briefe an eine deutsche Prinzessin